# Miguel de Cervantes
Miguel de Cervantes Saavedra (Alcalá de Henares, 29 de septiembre de 1547-Madrid, 22 de abril de 1616) fue un novelista, poeta, dramaturgo y soldado español.
Es ampliamente considerado una de las máximas figuras de la literatura española. Fue el autor del Quijote, novela que lo llevó a ser mundialmente conocido y a la cual muchos críticos han descrito como la primera novela moderna, así como una de las mejores obras de la literatura universal, cuya cantidad de ediciones y traducciones solo es superada por la Biblia. A Cervantes se le ha dado el apelativo de «Príncipe de los Ingenios».

## Vida

### Infancia y juventud

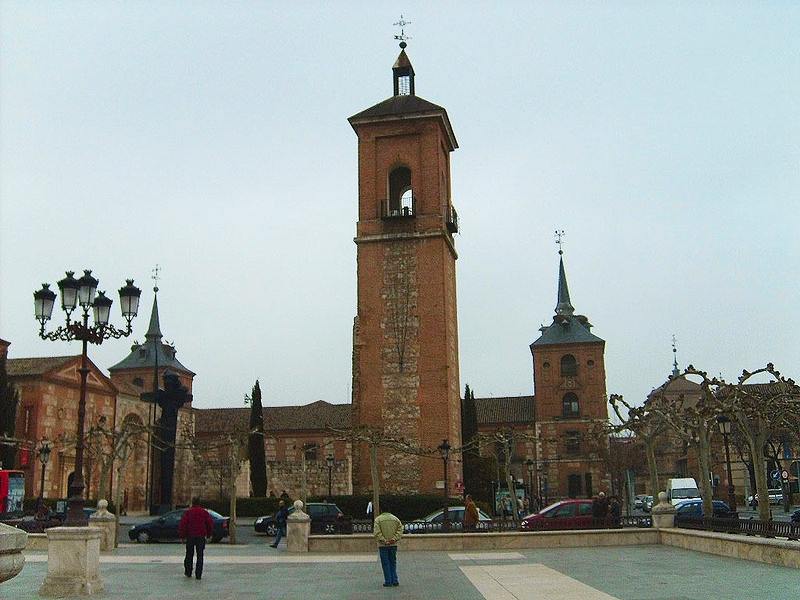
Torre de la iglesia de Santa María la Mayor de Alcalá de Henares, donde bautizaron a Miguel de Cervantes. Resultó destruida en un incendio durante la guerra civil española.

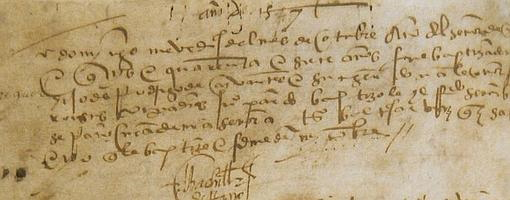
Partida de bautismo de Miguel de Cervantes

Desde el siglo XVIII está admitido que el lugar de nacimiento de Miguel de Cervantes fue Alcalá de Henares, dado que allí fue bautizado, según su acta bautismal, y que de allí aclaró ser natural en la llamada Información de Argel (1580). El día exacto de su nacimiento es menos seguro, aunque lo normal es que naciera el 29 de septiembre, fecha en que se celebra la fiesta del arcángel San Miguel, dada la tradición de recibir el nombre del santoral del día del nacimiento. Miguel de Cervantes fue bautizado el 9 de octubre de 1547 en la parroquia de Santa María la Mayor. El acta del bautizo reza:

Domingo, nueve días del mes de octubre, año del Señor de mill e quinientos e quarenta e siete años, fue baptizado Miguel, hijo de Rodrigo Cervantes e su mujer doña Leonor. Baptizóle el reverendo señor Bartolomé Serrano, cura de Nuestra Señora. Testigos, Baltasar Vázquez, Sacristán, e yo, que le bapticé e firme de mi nombre. Bachiller Serrano.

El padre del escritor era Rodrigo de Cervantes (1509-1585), casado con Leonor de Cortinas, de la cual apenas se sabe nada, excepto que era natural de Arganda del Rey. Los hermanos de Cervantes fueron Andrés (1543), Andrea (1544), Luisa (1546), que llegó a ser priora de un convento carmelita; Rodrigo (1550), también soldado, que le acompañó en el cautiverio argelino; Magdalena (1554) y Juan, solo conocido porque su padre lo menciona en el testamento.
El apellido Saavedra, en opinión de la historiadora Luce López-Baralt, y que el autor comenzó a utilizar tras su cautiverio, viene de «shaibedraa», que en dialecto árabe magrebí se pronuncia casi como en español y significa «brazo tullido o estropeado», por lo que Cervantes en Argel pudo ser llamado «shaibedraa», a saber, «manco». Es además un apellido corriente en Argelia desde hace siglos. Por el contrario, la hispanista María Antonia Garcés atribuye la adopción del apellido gallego Saavedra a la reinvención que Cervantes hace de sí mismo al retorno de la esclavitud; es nombre que él mismo otorga al héroe de su drama El trato de Argel, y a los protagonistas de su El gallardo español y de La historia del cautivo (capítulos 39—41 de Don Quijote); ha sido Gonzalo Cervantes Saavedra un lejano pariente, también veterano de Lepanto y escritor, y cuya vida tuvo singulares paralelismos con la suya; además, la prominente familia Saavedra (o Sayavedra) de Sevilla, quienes pelearon contra los moros por cientos de años en la frontera, podría haberle resultado emblemática a Cervantes, quien pudo verse a sí mismo como el descendiente moral de Juan de Sayavedra, héroe medieval celebrado en romances de gesta y también apresado por los moros.
Según Américo Castro, Daniel Eisenberg y otros cervantistas, Cervantes poseía ascendencia conversa por ambas líneas familiares; su padre era cirujano, su abuelo, abogado y su bisabuelo, trapero. Por el contrario, su último biógrafo, Jean Canavaggio, afirma que dicha ascendencia no está probada, en comparación con los documentos que apoyan esta ascendencia sin lugar a dudas para Mateo Alemán; en todo caso, la familia Cervantes estaba muy bien considerada en Córdoba y ostentaba allí y en sus cercanías cargos importantes.

Miguel de Cervantes imaginando El Quijote, Mariano de la Roca y Delgado (1858).

Sus abuelos paternos fueron: el licenciado en derecho Juan de Cervantes y Leonor de Torreblanca, hija de Juan Díaz de Torreblanca, médico cordobés; su padre, Rodrigo de Cervantes, nació en Alcalá de Henares por casualidad: su padre tenía entonces su trabajo allí. Lo educaron para ser cirujano, oficio más parecido al antiguo título de practicante que a nuestra idea de médico. Don Rodrigo no pudo seguir estudios continuados no solo por su sordera, sino por el carácter inquieto e itinerante de su familia, que llegó a moverse entre Córdoba, Sevilla, Toledo, Cuenca, Alcalá de Henares, Guadalajara y Valladolid, que se sepa; sin embargo, aprendió cirugía de su abuelo materno cordobés y del padrastro, también médico, que lo sucedió, aunque nunca llegó a contar con un título oficial. Hacia 1551, Rodrigo de Cervantes se trasladó con su familia a Valladolid. Por deudas, estuvo preso varios meses y sus bienes fueron embargados. En 1556 se dirigió a Córdoba para recoger la herencia de Juan de Cervantes, abuelo del escritor, y huir de los acreedores.
No existen datos precisos sobre los primeros estudios de Miguel de Cervantes, que, sin duda, no llegaron a ser universitarios. Parece ser que pudo haber estudiado en Valladolid, Córdoba o Sevilla.
En 1566 se estableció en Madrid. Asistió al Estudio de la Villa, regentado por el catedrático de gramática y filoerasmista Juan López de Hoyos (que en 1569 publicó un libro sobre la enfermedad y muerte de la reina Isabel de Valois, tercera esposa de Felipe II). López de Hoyos incluye en ese libro dos poesías de Cervantes, a quien llama «nuestro caro y amado discípulo», consideradas por algunos cervantistas sus primeras manifestaciones literarias.
En esos años juveniles se documenta su afición al teatro: asistía a las representaciones de Lope de Rueda, como afirma en el prólogo que puso a sus Ocho comedias y ocho entremeses (1615):

Me acordaba de haber visto representar al gran Lope de Rueda, varón insigne en la representación y en el entendimiento [...] Y, aunque por ser muchacho yo entonces, no podía hacer juicio firme de la bondad de sus versos, por algunos que me quedaron en la memoria, vistos agora en la edad madura que tengo, hallo ser verdad lo que he dicho; y si no fuera por no salir del propósito de prólogo, pusiera aquí algunos que acreditaran esta verdad. En el tiempo deste célebre español, todos los aparatos de un autor de comedias se encerraban en un costal, y se cifraban en cuatro pellicos blancos guarnecidos de guadamecí dorado, y en cuatro barbas y cabelleras y cuatro cayados, poco más o menos. Las comedias eran unos coloquios, como églogas, entre dos o tres pastores y alguna pastora; aderezábanlas y dilatábanlas con dos o tres entremeses, ya de negra, ya de rufián, ya de bobo y ya de vizcaíno: que todas estas cuatro figuras y otras muchas hacía el tal Lope con la mayor excelencia y propiedad que pudiera imaginarse. No había en aquel tiempo tramoyas, ni desafíos de moros y cristianos, a pie ni a caballo; no había figura que saliese o pareciese salir del centro de la tierra por lo hueco del teatro, al cual componían cuatro bancos en cuadro y cuatro o seis tablas encima, con que se levantaba del suelo cuatro palmos; ni menos bajaban del cielo nubes con ángeles o con almas. El adorno del teatro era una manta vieja, tirada con dos cordeles de una parte a otra, que hacía lo que llaman vestuario, detrás de la cual estaban los músicos, cantando sin guitarra algún romance antiguo

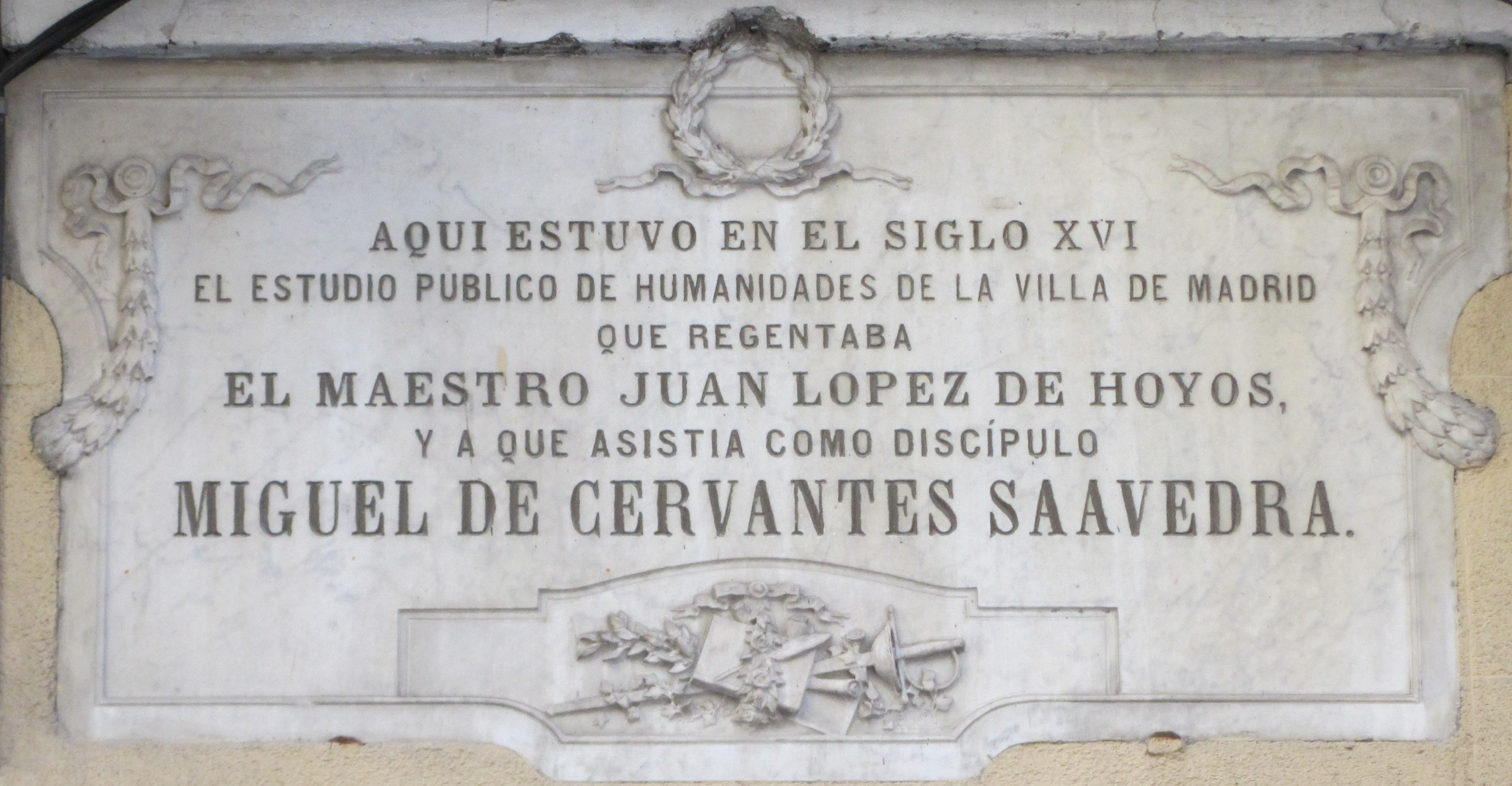
Lápida conmemorativa de los estudios de Miguel de Cervantes en la calle de la Villa (Madrid).

Y, según declara en la segunda parte del Quijote por boca de su personaje principal, en su juventud «se le iban los ojos tras la farándula» (Don Quijote, II, 12).

### Viaje a Italia y la batalla de Lepanto

La batalla de Lepanto (de artista desconocido). National Maritime Museum, Greenwich.

Se ha conservado una providencia de Felipe II que data de 1569, donde manda prender a Miguel de Cervantes, acusado de herir en un duelo a un tal Antonio Sigura, maestro de obras. Si se tratara realmente de Cervantes y no de un homónimo, podría ser este el motivo que le hizo pasar a Italia. Llegó a Roma en diciembre del mismo año. Allí leyó los poemas caballerescos de Ludovico Ariosto, que tanto influirán en el Don Quijote según Marcelino Menéndez Pelayo, y los Diálogos de amor del judío sefardita León Hebreo (Yehuda Abrabanel), de inspiración neoplatónica, que determinarán su idea del amor. Cervantes se imbuye del estilo y del arte de Italia, y guardará siempre tan gratísimo recuerdo de aquellos estados, que al principio de El licenciado Vidriera, una de sus Novelas ejemplares, hace poco menos que una guía turística de ella:

Llegaron a la hermosa y bellísima ciudad de Génova; y, desembarcándose en su recogido mandrache, después de haber visitado una iglesia, dio el capitán con todas sus camaradas en una hostería, donde pusieron en olvido todas las borrascas pasadas con el presente gaudeamus. Allí conocieron la suavidad del Treviano, el valor del Montefrascón, la fuerza del Asperino, la generosidad de los dos griegos Candia y Soma, la grandeza del de las Cinco Viñas [...] Finalmente, más vinos nombró el huésped, y más les dio, que pudo tener en sus bodegas el mismo Baco. Admiráronle también al buen Tomás los rubios cabellos de las ginovesas, y la gentileza y gallarda disposición de los hombres; la admirable belleza de la ciudad, que en aquellas peñas parece que tiene las casas engastadas como diamantes en oro. [...] Y en cinco [días] llegó a Florencia, habiendo visto primero a Luca, ciudad pequeña, pero muy bien hecha, y en la que mejor que en otras partes de Italia, son bien vistos y agasajados los españoles. Contentóle Florencia en estremo, así por su agradable asiento como por su limpieza, sumptuosos edificios, fresco río y apacibles calles. [...] Y luego se partió a Roma, reina de las ciudades y señora del mundo. Visitó sus templos, adoró sus reliquias y admiró su grandeza; y, así como por las uñas del león se viene en conocimiento de su grandeza y ferocidad, así él sacó la de Roma por sus despedazados mármoles, medias y enteras estatuas, por sus rotos arcos y derribadas termas, por sus magníficos pórticos y anfiteatros grandes; por su famoso y santo río, que siempre llena sus márgenes de agua y las beatifica con las infinitas reliquias de cuerpos de mártires que en ellas tuvieron sepultura; por sus puentes, que parece que se están mirando unas a otras, que con solo el nombre cobran autoridad sobre todas las de las otras ciudades del mundo: la vía Apia, la Flaminia, la Julia, con otras deste jaez. Pues no le admiraba menos la división de sus montes dentro de sí misma: el Celio, el Quirinal y el Vaticano, con los otros cuatro, cuyos nombres manifiestan la grandeza y majestad romana. Notó también la autoridad del Colegio de los Cardenales, la majestad del Sumo Pontífice, el concurso y variedad de gentes y naciones.

Se pone al servicio de Giulio Acquaviva, que será cardenal en 1570 y a quien probablemente conoció en Madrid. Le siguió por Palermo, Milán, Florencia, Venecia, Parma y Ferrara, itinerario que también aparece admirativamente comentado en El licenciado Vidriera. Pronto lo dejará para ocupar la plaza de soldado en la compañía del capitán Diego de Urbina, del Tercio de Miguel de Moncada (más tarde Tercio de la Liga). Embarcó en la galera Marquesa. El 7 de octubre de 1571, participó en la batalla de Lepanto, «la más alta ocasión que vieron los siglos pasados, los presentes, ni esperan ver los venideros», formando parte de la armada cristiana, dirigida por don Juan de Austria, «hijo del rayo de la guerra Carlos V, de felice memoria», y hermanastro del rey, y donde participaba uno de los más famosos marinos de la época, Álvaro de Bazán, que residía en La Mancha, en Viso del Marqués. En una información legal elaborada ocho años más tarde se dice:

Cuando se reconosció el armada del Turco, en la dicha batalla naval, el dicho Miguel de Cervantes estaba malo y con calentura, y el dicho capitán... y otros muchos amigos suyos le dijeron que, pues estaba enfermo y con calentura, que estuviese quedo abajo en la cámara de la galera; y el dicho Miguel de Cervantes respondió que qué dirían de él, y que no hacía lo que debía, y que más quería morir peleando por Dios y por su rey, que no meterse so cubierta, y que con su salud... Y peleó como valente soldado con los dichos turcos en la dicha batalla en el lugar del esquife, como su capitán lo mandó y le dio orden, con otros soldados. Y acabada la batalla, como el señor don Juan supo y entendió cuán bien lo había hecho y peleado el dicho Miguel de Cervantes, le acrescentó y le dio cuatro ducados más de su paga... De la dicha batalla naval salió herido de dos arcabuzazos en el pecho y en una mano, de que quedó estropeado de la dicha mano.

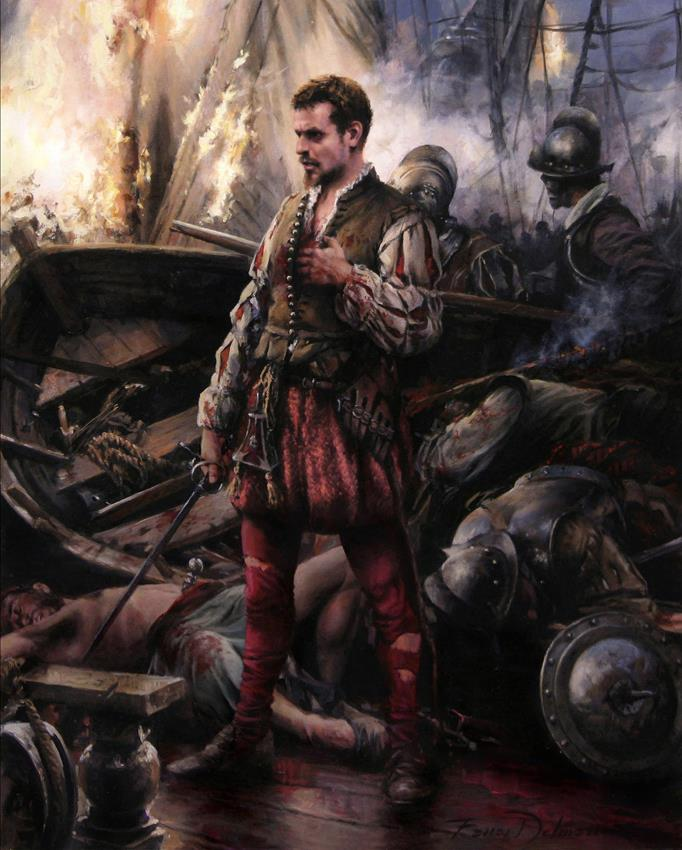
Cervantes en Lepanto, imaginado por el pintor Augusto Ferrer-Dalmau en 2016.

De ahí procede el apodo de Manco de Lepanto, dado que se le anquilosó la mano izquierda al perder el movimiento de ella cuando un trozo de plomo le seccionó un nervio. Aquellas heridas no debieron ser demasiado graves pues, tras seis meses de permanencia en un hospital de Messina, Cervantes reanudó su vida militar, en 1572. Tomó parte en las expediciones navales de Navarino (1572), Corfú, Bizerta y Túnez (1573). En todas ellas bajo el mando del capitán Manuel Ponce de León y en el aguerrido Tercio de Lope de Figueroa, quien aparece en El alcalde de Zalamea, de Pedro Calderón de la Barca.
Después recorrió las principales ciudades de Sicilia, Cerdeña, Génova y la Lombardía. Y permaneció finalmente dos años en Nápoles, hasta 1575.

### Cautiverio en Argel
Durante su regreso desde Nápoles a España a bordo de la galera Sol, una flotilla turca comandada por Mami Arnaute hizo presos a Miguel y a su hermano Rodrigo el 26 de septiembre de 1575. Fueron capturados a la altura de Cadaqués de Rosas o Palamós, en una zona que actualmente recibe el nombre de Costa Brava, y llevados a Argel. Cervantes es adjudicado como esclavo al renegado griego Dali Mamí. El hecho de haberse encontrado en su poder las cartas de recomendación que llevaba de don Juan de Austria y del duque de Sessa hizo pensar a sus captores que Cervantes era una persona muy importante y por quien podrían conseguir un buen rescate. Pidieron quinientos escudos de oro por su libertad.

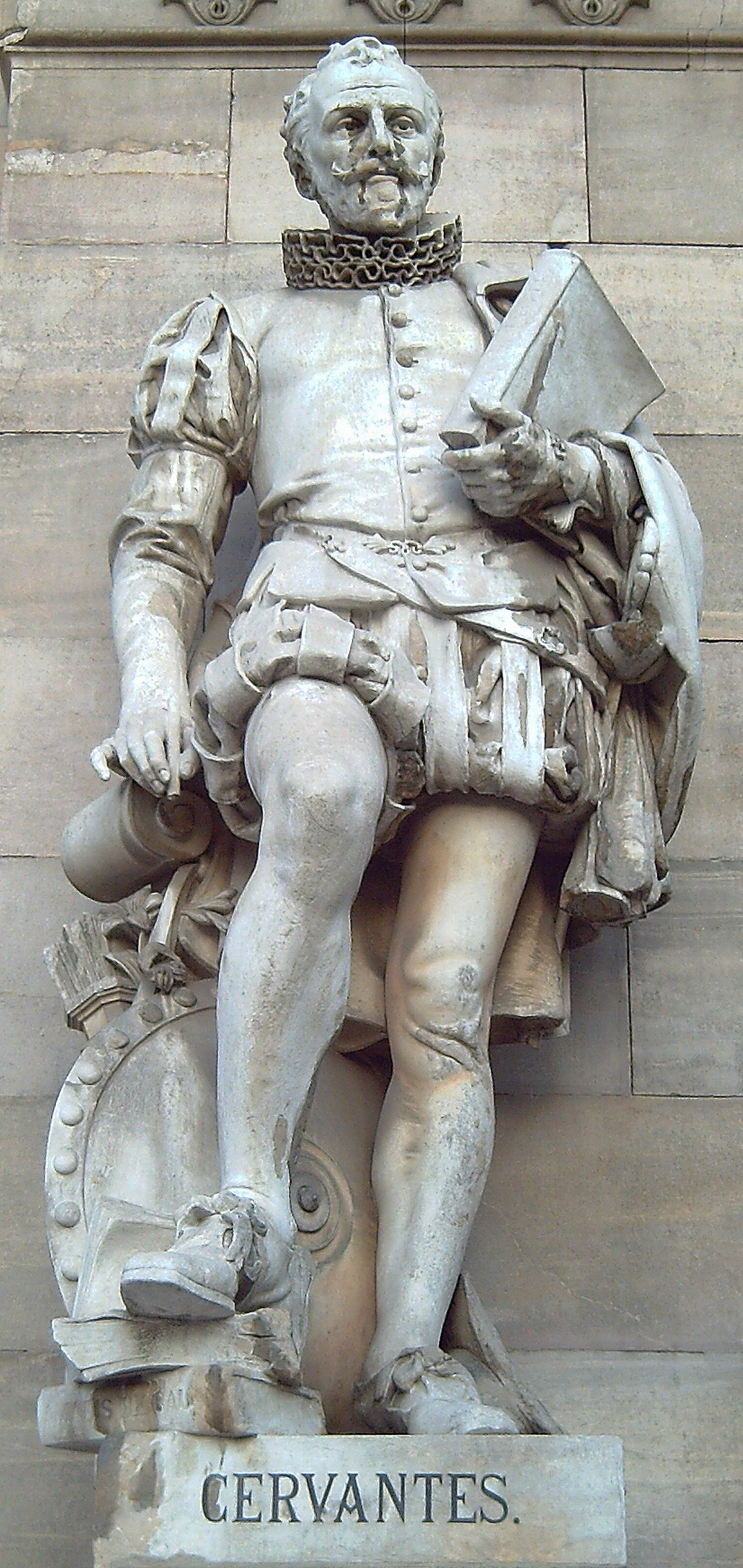
Estatua de Miguel de Cervantes en la Biblioteca Nacional de España, en Madrid.

Los años en Argel constituyen lo que Alonso Zamora Vicente llamó «un hecho primordial en la vida de Cervantes», que la divide «en dos mitades». Según Juan Goytisolo, están «en el núcleo central de la gran invención literaria».
Durante los casi cinco años de encarcelamiento, Cervantes, hombre nada acomodaticio y con un fuerte espíritu y motivación, trató de escapar en cuatro ocasiones organizando él mismo los cuatro intentos. Para evitar represalias en sus compañeros de cautiverio, se hizo responsable de todo ante sus enemigos y prefirió la tortura a la delación. Gracias a la información oficial y al libro de fray Diego de Haedo Topografía e historia general de Argel (1612), se tienen noticias importantes sobre el cautiverio. Tales notas se complementan con sus comedias El trato de Argel, Los baños de Argel y el relato conocido como «Historia del cautivo» inserto en la primera parte de El Quijote, entre los capítulos 39 y 41.
Sin embargo, desde hace tiempo se sabe que la obra publicada por Haedo no era suya, algo que él mismo ya reconoce. Según Emilio Sola, su autor fue Antonio de Sosa, benedictino compañero de cautiverio de Cervantes y dialoguista de la misma obra. Daniel Eisenberg ha propuesto que la obra no es de Sosa, quien no era escritor, sino del gran escritor cautivo en Argel, con cuyos escritos la obra de Haedo muestra muy extensas semejanzas. De ser cierto, la obra de Haedo deja de ser confirmación independiente de la conducta cervantina en Argel, y no es sino uno más de los escritos del mismo Cervantes que ensalzan su heroísmo.
El primer intento de fuga fracasó, porque el moro que tenía que conducir a Cervantes y a sus compañeros a Orán los abandonó en la primera jornada. Los presos tuvieron que regresar a Argel, donde fueron encadenados y vigilados más que antes. Mientras tanto, la madre de Cervantes había conseguido reunir cierta cantidad de ducados con la esperanza de poder rescatar a sus dos hijos. En 1577 se concertaron los tratos, pero la cantidad no era suficiente para rescatar a los dos. Miguel prefirió que fuera puesto en libertad su hermano Rodrigo, quien regresó a España. Rodrigo llevaba un plan elaborado por su hermano para liberarlo a él y a sus catorce o quince compañeros más. Cervantes se reunió con los otros presos en una cueva oculta, en espera de una galera española que vendría a recogerlos. La galera, efectivamente, llegó e intentó acercarse por dos veces a la playa; pero, finalmente, fue apresada. Los cristianos escondidos en la cueva también fueron descubiertos, debido a la delación de un cómplice traidor, apodado El Dorador. Cervantes se declaró como único responsable de organizar la evasión e inducir a sus compañeros. El bey (gobernador turco) de Argel, Azán Bajá, lo encerró en su «baño» o presidio, cargado de cadenas, donde permaneció durante cinco meses. El tercer intento lo trazó Cervantes con la finalidad de llegar por tierra hasta Orán. Envió allí a un moro fiel con cartas para Martín de Córdoba, general de aquella plaza, explicándole el plan y pidiéndole guías. Sin embargo, el mensajero fue preso y las cartas descubiertas. En ellas se demostraba que era el propio Miguel de Cervantes quien lo había tramado todo. Fue condenado a recibir dos mil palos, sentencia que no se cumplió porque muchos fueron los que intercedieron por él. El último intento de escapar se produjo gracias a una importante suma de dinero que le entregó un mercader valenciano que estaba en Argel. Cervantes adquirió una fragata capaz de transportar a sesenta cautivos cristianos. Cuando todo estaba a punto de solucionarse, uno de los que debían ser liberados, el ex dominico doctor Juan Blanco de Paz, reveló todo el plan a Azán Bajá. Como recompensa el traidor recibió un escudo y una jarra de manteca. Azán Bajá trasladó a Cervantes a una cárcel más segura, en su mismo palacio. Después, decidió llevarlo a Constantinopla, donde la fuga resultaría una empresa casi imposible de realizar. De nuevo, Cervantes asumió toda la responsabilidad.
En mayo de 1580, llegaron a Argel padres mercedarios y trinitarios (órdenes religiosas que trataban de liberar cautivos, incluso intercambiándose por ellos si era necesario). Fray Antonio partió con una expedición de rescatados. Fray Juan Gil, que únicamente disponía de trescientos escudos, trató de rescatar a Cervantes, por el cual se exigían quinientos. El fraile se ocupó de recolectar entre los mercaderes cristianos la cantidad que faltaba. La reunió cuando Cervantes estaba ya en una de las galeras en que Azán Bajá zarparía rumbo a Constantinopla, atado con «dos cadenas y un grillo». Gracias a los 500 escudos tan arduamente reunidos, Cervantes es liberado el 19 de septiembre de 1580. El 24 de octubre regresó, al fin, a España con otros cautivos también rescatados. Llegó a Denia, desde donde se trasladó a Valencia. En noviembre o diciembre regresó con su familia a Madrid.
Esta experiencia dejará huella en Cervantes que podemos ver en El trato de Argel, La Galatea y en Los trabajos de Persiles y Sigismunda.

### Regreso a España

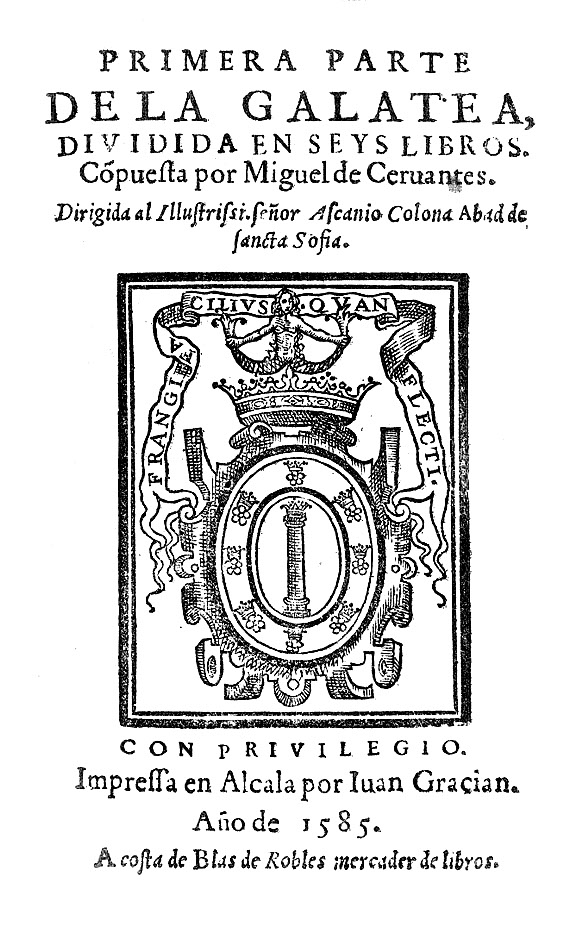
Portada de La Galatea (1585), primera obra publicada por Miguel de Cervantes.

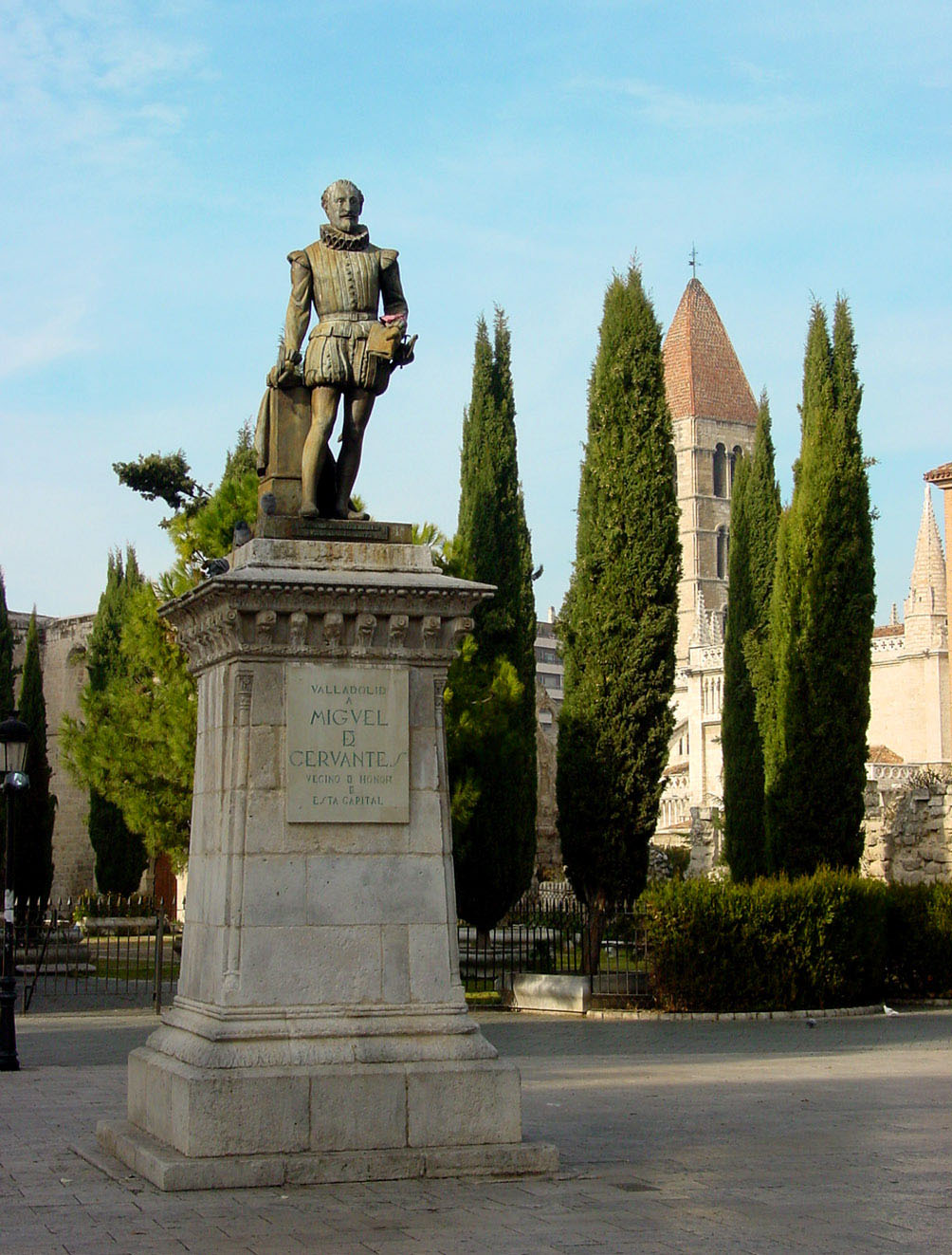
Estatua de Cervantes, en la plaza de la Universidad de Valladolid.

En mayo de 1581, Cervantes se trasladó a Portugal, donde se hallaba entonces la corte de Felipe II, con el propósito de encontrar algo con lo que rehacer su vida y pagar las deudas que había contraído su familia para rescatarle de Argel. Le encomendaron una comisión secreta en Orán, puesto que tenía muchos conocimientos de la cultura y costumbres del norte de África. Por ese trabajo recibió 50 escudos. Volvió a Lisboa y a finales retornó a Madrid. En febrero de 1582, solicitó un puesto de trabajo vacante en las Indias, sin conseguirlo.
Es muy probable que entre los años 1581 y 1583 Cervantes escribiera La Galatea, su primera obra literaria en volumen y trascendencia. Se publicó en Alcalá de Henares en 1585. Hasta entonces solo había publicado algunas composiciones en libros ajenos, en romanceros y cancioneros, que reunían producciones de diversos poetas. La Galatea apareció dividida en seis libros, aunque solo escribió la «primera parte». Cervantes no perdió nunca el propósito de continuar la obra; sin embargo, jamás llegó a imprimirse. En el prólogo la obra es calificada como «égloga» y se insiste en la afición que Cervantes ha tenido siempre a la poesía. Pertenece al género de la novela pastoril que había asentado en España la Diana, de Jorge de Montemayor. Aún se pueden observar reminiscencias de las lecturas que realizó cuando fue soldado en Italia.
En esa época, el escritor tiene relaciones amorosas con Ana Villafranca (o Franca) de Rojas, casada con Alonso Rodríguez, tabernero. De la relación nació una hija, bautizada como Isabel Rodríguez y Villafranca el 9 de abril de 1584 en la parroquia de los Santos Justo y Pastor de Madrid. Cuando Isabel quedó huérfana, la acogió Magdalena, hermana de Cervantes. Este la reconoció como Isabel de Saavedra un año después, cuando ella tenía dieciséis años. Padre e hija no mantuvieron una buena relación.
A mediados de septiembre de 1584, Cervantes acudió a Esquivias, llamado por doña Juana Gaytán que quería que se encargara de la publicación del Cancionero, poemario de su difunto esposo, Pedro Laínez. El 22 de septiembre de dicho año, y ante el procurador Ortega Rosa, Juana Gaytán firmó el poder dado a Cervantes. Tres meses después, el 12 de diciembre de 1584, Cervantes contrae matrimonio con Catalina de Salazar y Palacios en el pueblo toledano de Esquivias. Catalina era una joven que no llegaba a los veinte años y que aportó una pequeña dote. El matrimonio con su esposa no resultó, y a los dos años de casados, Cervantes comienza sus extensos viajes por Andalucía. El matrimonio no llegó a tener hijos. Cervantes nunca habla de su esposa en sus muchos textos autobiográficos, a pesar de ser él quien estrenó en la literatura española el tema del divorcio, entonces imposible en un país católico, con el entremés El juez de los divorcios. Se supone que el matrimonio fue infeliz, aunque en ese entremés sostiene que «más vale el peor concierto / que no el divorcio mejor».

### Últimos años
En 1587, viajó a Andalucía como comisario de provisiones de la Armada Invencible. Durante los años como comisario, recorrió una y otra vez el camino que va de Madrid a Andalucía, pasando por Toledo y La Mancha (actual Ciudad Real). Ese es el itinerario de Rinconete y Cortadillo.

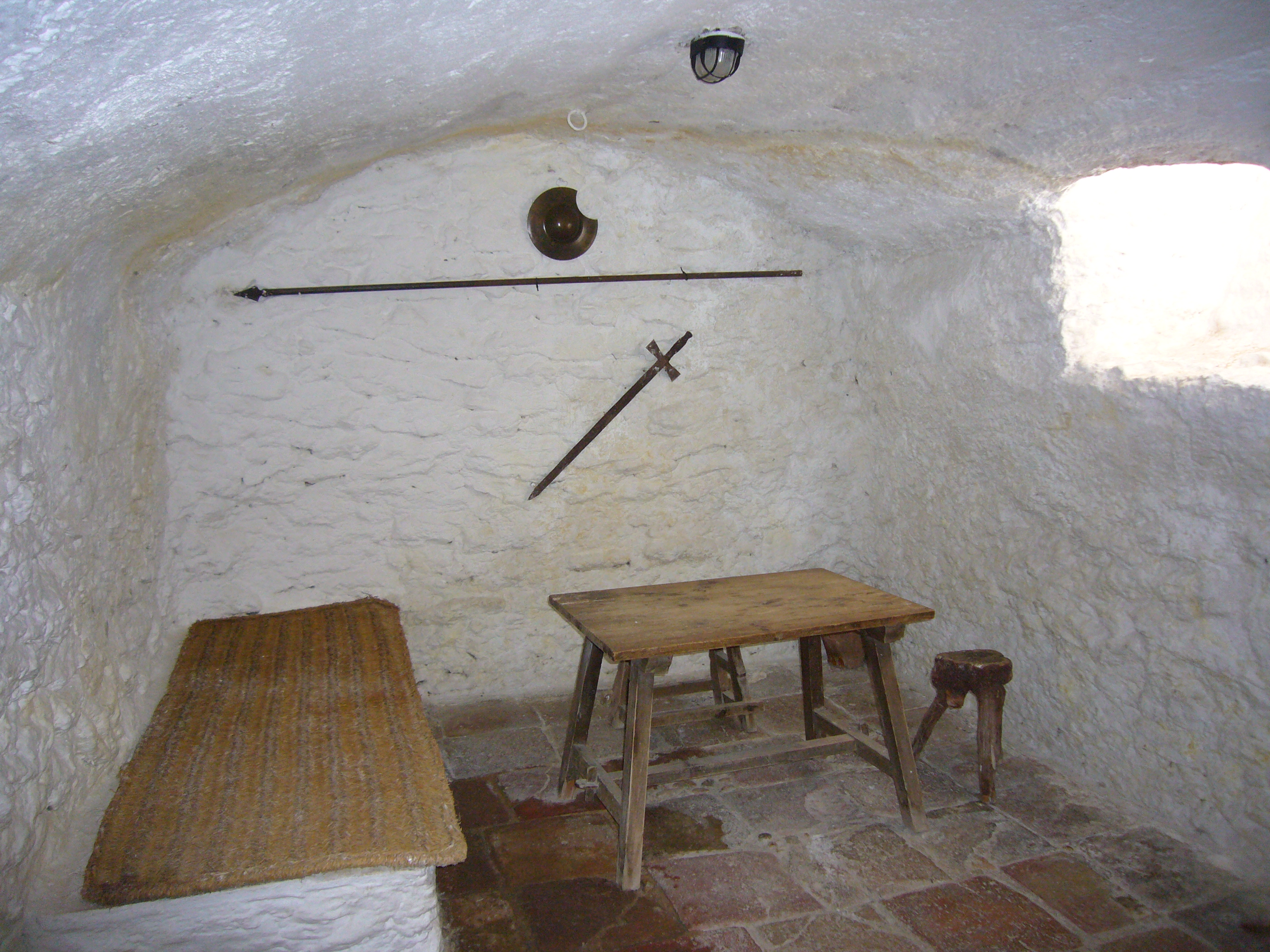
Interior de la cueva de la casa de los Medrano en Argamasilla de Alba, donde, en el, algunas tesis sostienen que estuvo preso Cervantes.

Se estableció en la ciudad de Sevilla el 10 de enero de 1588. Recorrerá municipios de la provincia de Sevilla como Carmona, Écija, Estepa, Arahal, Marchena y La Puebla de Cazalla recogiendo productos como aceituna, aceite de oliva, trigo y cebada como comisario de abastos de los barcos reales. El embargo de bienes de la Iglesia llevó al Provisor del Arzobispado de Sevilla a dictar sentencia de excomunión contra Cervantes y a ordenar al vicario de Écija que pusiera en tablillas al excomulgado.
A partir de 1594, será recaudador de impuestos atrasados (tercias y alcabalas), empleo que le acarreará numerosos problemas y disputas, puesto que era el encargado de ir casa por casa recaudando impuestos, que en su mayoría iban destinados a cubrir las guerras en las que estaba involucrada España.
A finales de 1594, realizó un viaje al Reino de Granada con la obligación de recaudar en Málaga, Ronda y Vélez-Málaga los 2 557 029 maravedíes que se debían a la Corona. En Vélez-Málaga tenía que cobrar un total de 277 040 maravedíes, que nunca llegaron a recaudarse, pues en la ciudad malagueña solo consiguió llegar a los 136 000 maravedís. Tres años después, el Consejo de Hacienda comprobó que no cuadraban las cuentas, y por provisión real del 6 de septiembre de 1597 se le exigió a Cervantes que en 30 días justificase los 79 804 maravedís que faltaban. Esta disparidad en los libros de cuentas, le llevó a pasar varios meses en la Cárcel Real de Sevilla.
Es encarcelado en 1597, entre septiembre y diciembre de ese año, tras la quiebra del banco donde depositaba la recaudación. Supuestamente Cervantes se había apropiado de dinero público[cita requerida] y sería descubierto tras ser encontradas varias irregularidades en las cuentas que llevaba. En la cárcel «engendra» Don Quijote de la Mancha, según el prólogo a esta obra. No se sabe si con ese término quiso decir que comenzó a escribirlo mientras estaba preso o, simplemente, que se le ocurrió la idea allí.
El otro aprisionamiento documentado de Cervantes fue muy breve, en Castro del Río (Córdoba) en 1592. No consta que haya estado nunca en la cueva de la casa de los Medrano, en Argamasilla de Alba.
Por entonces inicia su carrera dramática Miguel de Cervantes sobre postulados renacentistas y clasicistas: respeto a las tres unidades aristotélicas y no mezclar lo trágico y lo cómico, como recomendaba Horacio en su Epístola a los Pisones o Arte poética. Ya se ha visto cómo Cervantes amaba el teatro desde su niñez (en el Quijote abunda el diálogo). Arriesgó con algunas innovaciones como reducir las comedias a tres actos o utilizar personajes alegóricos y tuvo un cierto éxito hasta que triunfó Lope de Vega con una fórmula más moderna (expresa en 1609, cuando difundió su Arte nuevo de hacer comedias en este tiempo y todos lo siguieron, de suerte que ya ningún empresario teatral («autor» en la lengua de la época) quiso comprarle a Cervantes sus comedias, que aparecían como anticuadas. Lope de Vega notó la ojeriza que le tomó Cervantes por este hecho, expresa en las críticas clasicistas que contiene su Don Quijote (I, 48) hacia su teatro, pero después Cervantes asumió a regañadientes la nueva fórmula («los tiempos mudan las cosas/y perfeccionan las artes», escribirá en el diálogo entre Comedia y Necesidad de su pieza El rufián dichoso) y empezará a escribir comedias según la nueva fórmula. Más tarde (1615), en el melancólico prólogo que pondrá a sus Ocho comedias y ocho entremeses nunca representados, hablará de su experiencia teatral:

Se vieron en los teatros de Madrid representar Los tratos de Argel, que yo compuse; La destruición de Numancia y La batalla naval, donde me atreví a reducir las comedias a tres jornadas, de cinco que tenían; mostré, o, por mejor decir, fui el primero que representase las imaginaciones y los pensamientos escondidos del alma, sacando figuras morales al teatro, con general y gustoso aplauso de los oyentes; compuse en este tiempo hasta veinte comedias o treinta, que todas ellas se recitaron sin que se les ofreciese ofrenda de pepinos ni de otra cosa arrojadiza; corrieron su carrera sin silbos, gritas ni barahúndas. Tuve otras cosas en que ocuparme; dejé la pluma y las comedias, y entró luego el monstruo de naturaleza, el gran Lope de Vega, y alzóse con la monarquía cómica; avasalló y puso debajo de su juridición a todos los farsantes; llenó el mundo de comedias proprias, felices y bien razonadas, y tantas, que pasan de diez mil pliegos los que tiene escritos, y todas (que es una de las mayores cosas que puede decirse) las ha visto representar, o oído decir, por lo menos, que se han representado; y si algunos, que hay muchos, han querido entrar a la parte y gloria de sus trabajos, todos juntos no llegan en lo que han escrito a la mitad de lo que él sólo. [...] Algunos años ha que volví yo a mi antigua ociosidad, y, pensando que aún duraban los siglos donde corrían mis alabanzas, volví a componer algunas comedias, pero no hallé pájaros en los nidos de antaño; quiero decir que no hallé autor que me las pidiese, puesto que sabían que las tenía; y así, las arrinconé en un cofre y las consagré y condené al perpetuo silencio. En esta sazón me dijo un librero que él me las comprara si un autor de título no le hubiera dicho que de mi prosa se podía esperar mucho, pero que del verso, nada; y, si va a decir la verdad, cierto que me dio pesadumbre el oírlo, y dije entre mí: «O yo me he mudado en otro, o los tiempos se han mejorado mucho; sucediendo siempre al revés, pues siempre se alaban los pasados tiempos». Torné a pasar los ojos por mis comedias, y por algunos entremeses míos que con ellas estaban arrinconados, y vi no ser tan malas ni tan malos que no mereciesen salir de las tinieblas del ingenio de aquel autor a la luz de otros autores menos escrupulosos y más entendidos. Aburríme y vendíselas al tal librero, que las ha puesto en la estampa como aquí te las ofrece.

Como dramaturgo Cervantes sobresalió en un género: el entremés, así como en las comedias en que describe sus experiencias personales como esclavo cautivo de los musulmanes en Argel: El trato de Argel, su refundición Los baños de Argel y La gran sultana, que figuran dentro del subgénero denominado «comedia de cautivos». También pueden considerarse obras maestras su tragedia El cerco de Numancia (1585) y la comedia El rufián dichoso. Hace poco se ha recuperado una tragedia que se consideraba perdida, la Jerusalén, también harto notable.
En 1604 se instaló en Valladolid (por aquel entonces Corte Real —desde 1601— de Felipe III). El mismo año 1604 Antonio de Herrera y Tordesillas, Cronista de Indias y Censor de la obra de Miguel de Cervantes, autorizó la impresión. Y en enero de 1605 publicó la primera parte de la que será su principal obra: El ingenioso hidalgo don Quijote de la Mancha. Ello marcó el comienzo del realismo como estética literaria y creó el género literario de la novela moderna, la novela polifónica, de amplísimo influjo posterior, mediante el cultivo de lo que llamó «una escritura desatada» en la que el artista podía mostrarse «épico, lírico, trágico, cómico» en el crisol genuino de la parodia de todos los géneros. La segunda parte no aparece hasta 1615: El ingenioso caballero don Quijote de la Mancha.
Ambas obras le ganan un puesto en la historia de la literatura universal y convierten a su autor, junto con Dante Alighieri, William Shakespeare, Michel de Montaigne y Goethe en un autor canónico de la literatura occidental. Un año antes, aparece publicada una apócrifa continuación de Alonso Fernández de Avellaneda. Una novela que podría haber sido escrita, según se ha propuesto, por el círculo de amigos de Lope de Vega o por el aragonés Jerónimo de Pasamonte.

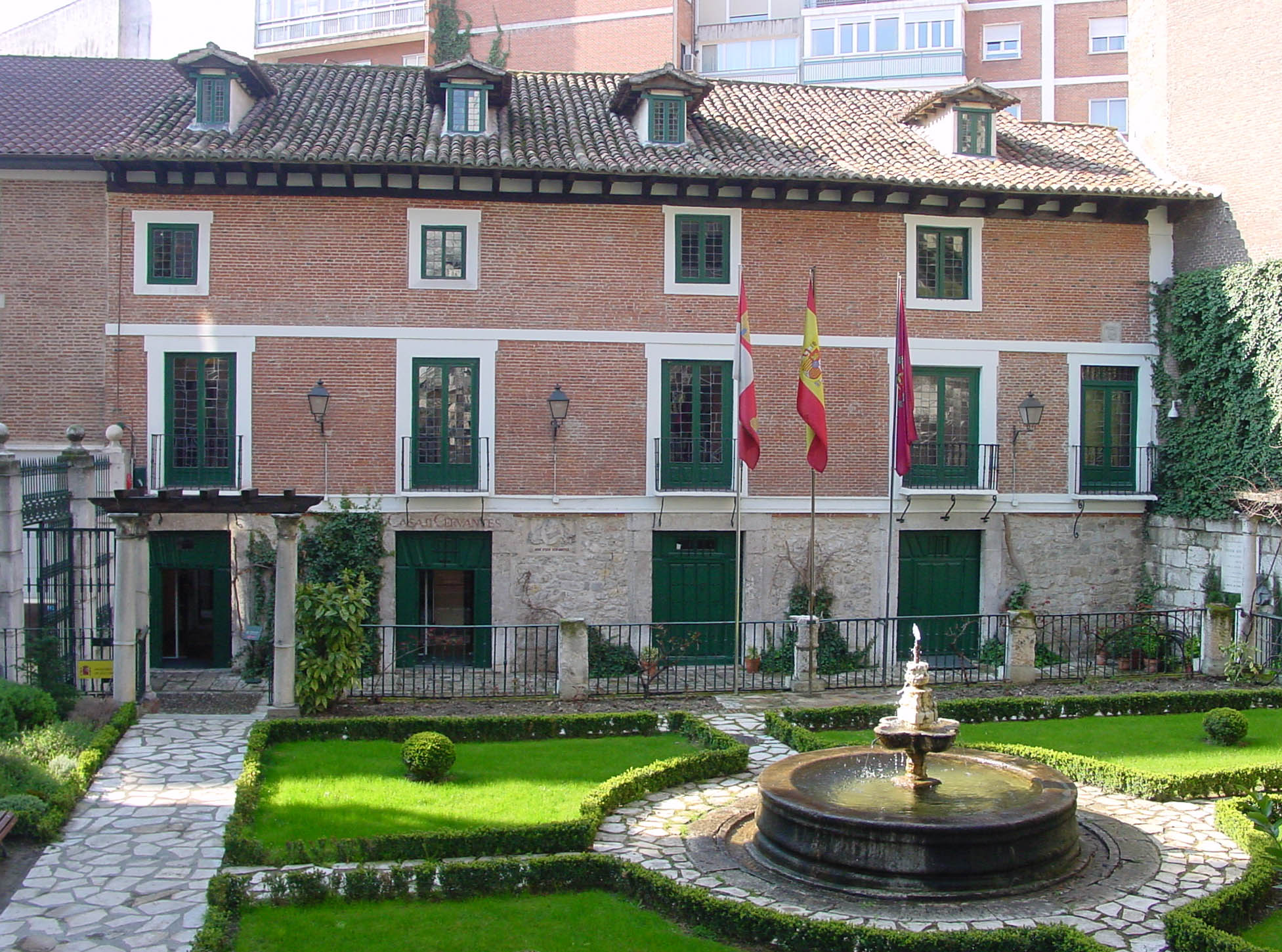
Casa que ocupó el escritor en Valladolid entre los años 1604 y 1606 y que coincidiría con la publicación de la primera edición del Quijote, en 1605. Aquí trabajaría en la segunda parte de la novela y escribiría además El coloquio de los perros, El licenciado Vidriera o La ilustre fregona. Actualmente es un museo.

Entre las dos partes del Quijote aparecen en 1613 las Novelas ejemplares, un conjunto de doce narraciones breves, compuestas algunas de ellas muchos años antes. Su fuente es propia y original. En ellas explora distintas fórmulas narrativas como la sátira lucianesca (El coloquio de los perros), la novela picaresca (Rinconete y Cortadillo), la miscelánea (El licenciado vidriera), la novela bizantina (La española inglesa, El amante liberal) o, incluso, la novela policíaca (La fuerza de la sangre). De dos de ellas, como por ejemplo El celoso extremeño, existe una segunda redacción testimoniada por el manuscrito llamado de Porras de la Cámara, descubierto y en breve destruido en el siglo XIX. Solo esta colección de novelas habría podido en sí misma haberle creado un puesto muy destacado en la historia de la literatura castellana.
La crítica literaria fue una constante en su obra. Aparece en la Galatea, en el Quijote y a ella le consagró el Viaje del Parnaso (1614) extenso poema en tercetos encadenados. En 1615, publica Ocho comedias y ocho entremeses nuevos nunca representados, pero su drama más popular hoy, La Numancia, además de El trato de Argel, quedó inédito hasta el siglo XVIII.
Un año después de su muerte, aparece la novela Los trabajos de Persiles y Sigismunda, cuya dedicatoria a Pedro Fernández de Castro y Andrade, VII conde de Lemos, su mecenas durante años, y a quien están también dedicadas la segunda parte del Quijote y las Novelas ejemplares, y que firmó apenas dos días antes de morir, resulta una de las páginas más conmovedoras de la literatura española:

Señor; aquellas coplas antiguas que fueron en su tiempo celebradas, que comienzan: «Puesto ya el pie en el estribo», quisiera yo no vinieran tan a pelo en esta mi epístola, porque casi con las mismas palabras las puedo comenzar diciendo:
Puesto ya el pie en el estribo,
con las ansias de la muerte,
gran señor, ésta te escribo.
Ayer me dieron la extremaunción, y hoy escribo ésta. El tiempo es breve, las ansias crecen, las esperanzas menguan, y, con todo esto, llevo la vida sobre el deseo que tengo de vivir y quisiera yo ponerle coto hasta besar los pies de V. E., que podría ser fuese tanto el contento de ver a V. E. bueno en España, que me volviese a dar la vida. Pero, si está decretado que la haya de perder, cúmplase la voluntad de los cielos y, por lo menos, sepa V. E. este mi deseo y sepa que tuvo en mí un tan aficionado criado de servirle, que quiso pasar aún más allá de la muerte mostrando su intención. Con todo esto, como en profecía, me alegro de la llegada de V. E.; regocíjome de verle señalar con el dedo y realégrome de que salieron verdaderas mis esperanzas dilatadas en la fama de las bondades de V. E. Todavía me quedan en el alma ciertas reliquias y asomos de las Semanas del Jardín y del famoso Bernardo. Si a dicha, por buena ventura mía (que ya no sería sino milagro), me diere el cielo vida, las verá, y, con ellas, el fin de la Galatea, de quien sé está aficionado V. E., y con estas obras continuado mi deseo; guarde Dios a V. E. como puede, Miguel de Cervantes.

Persiles es una novela bizantina que, según el autor, pretendía competir con el modelo clásico griego de Heliodoro; tuvo éxito, pues conoció algunas ediciones más en su época, pero fue olvidada y oscurecida por el triunfo indiscutible de su Don Quijote. Cervantes utiliza un grupo de personajes como hilo conductor de la obra, en vez de dos. Anticipa, además, el llamado realismo mágico dando entrada a algunos elementos fantásticos. En cierto modo, cristianiza el modelo original utilizando el tópico del homo viator, alcanzándose el clímax al final de la obra con la anagnórisis de los dos enamorados principales, llamados hasta entonces Periandro y Auristela, en la ciudad santa de Roma:

Nuestras almas, como tú bien sabes y como aquí me han enseñado, siempre están en continuo movimiento y no pueden parar sino en Dios, como en su centro. En esta vida los deseos son infinitos y unos se encadenan de otros y se eslabonan y van formando una cadena que tal vez llega al cielo y tal se sume en el infierno.

En realidad, Persiles es una novela de estructura e intenciones muy complejas que aguarda todavía una interpretación satisfactoria.
La influencia de Cervantes en la literatura universal ha sido tal que la misma lengua española suele ser llamada la lengua de Cervantes.

## Muerte y tumba de Cervantes

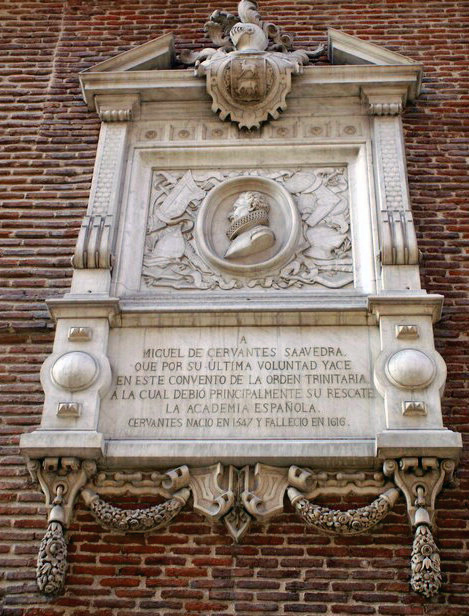
Placa esculpida dedicada a Miguel de Cervantes en la fachada norte del convento de las Trinitarias de Madrid, donde fue enterrado.

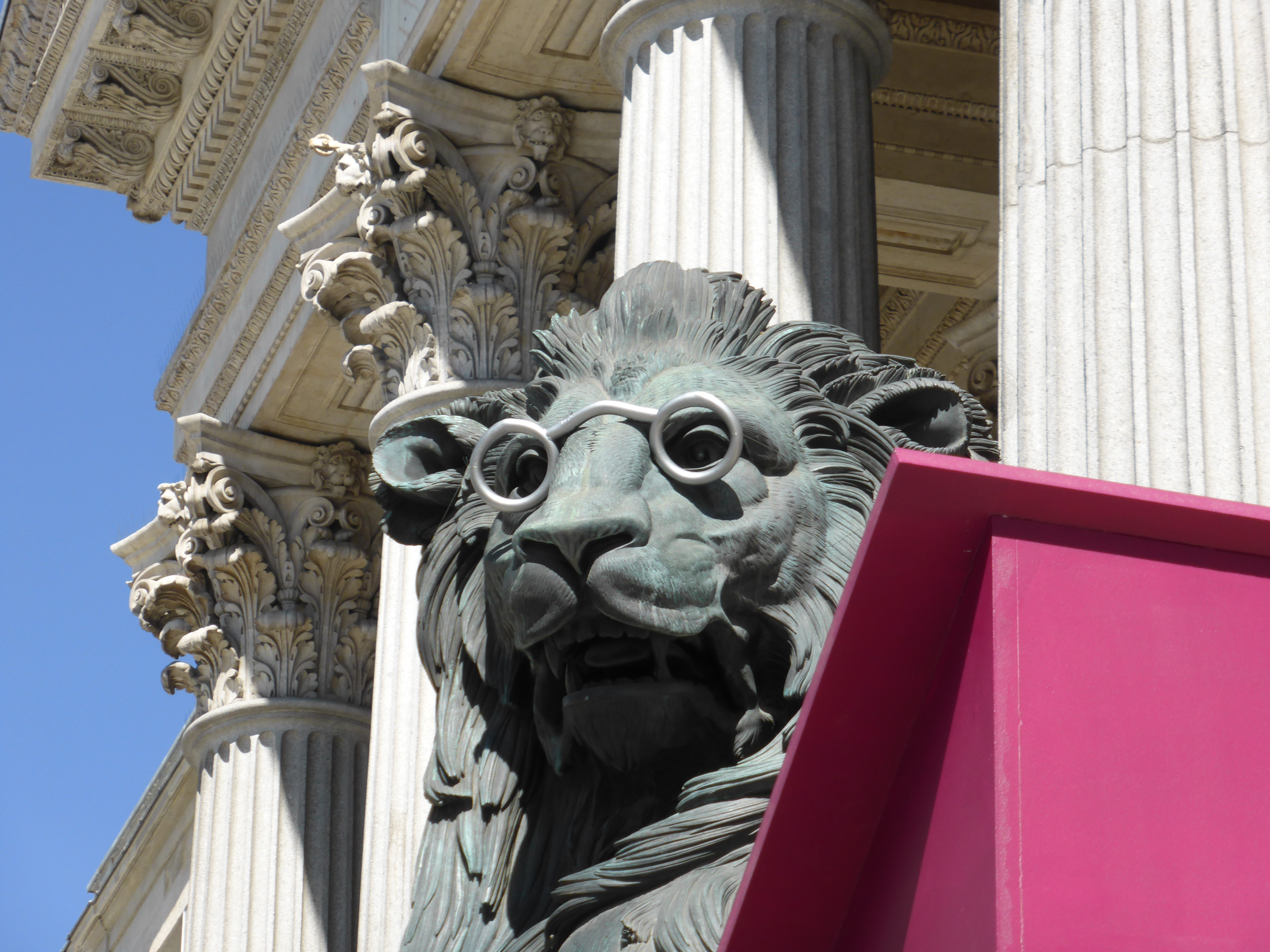
En conmemoración del 400 aniversario de la muerte de Cervantes, los leones del Congreso de los Diputados lucen anteojos, lentes, o quevedos, para leer el Quijote.

Cervantes murió el 22 de abril y fue enterrado al día siguiente, por lo que en el registro de la parroquia de San Sebastián se afirma que murió el día 23 de abril de 1616:

En 23 de abril de 1616 años murió Miguel zerbantes Sahavedra casado con Dª Catª de Salazar. Calle del León. Rbio los Stos. Sactos. De mano del Ido. franco. López, mandóse enterrar en las monjas trinitarias. mdo dos missas del alma y lo demás a voluntad de su mujer ques testamentaria y la lcdo. franco minez. q. vive allí

El 23 de abril los reyes de España entregan el Premio Cervantes en el paraninfo de la Universidad de Alcalá.
Diversos académicos, como el francés Jean Canavaggio y los españoles Francisco Rico, Martín de Riquer y Luis Astrana Marín afirman que murió el 22 de abril y que en el registro lo que figura es la fecha del entierro.
Cervantes falleció en Madrid a la edad de 68 años de diabetes, en la conocida Casa de Cervantes, situada en la esquina entre la calle del León y la calle Francos, en el ya citado barrio de las Letras o barrio de las Musas, en el entorno del conocido Madrid de los Austrias. Cervantes deseó ser enterrado en la iglesia del convento de las Trinitarias Descalzas, en el mismo barrio, ya que cuando fue llevado preso en Argel, la congregación de los trinitarios ayudó, hicieron de intermediarios y recogieron fondos para que él y su hermano Rodrigo fueran liberados.
El convento actual fue construido en distintas fases. En el momento en que Cervantes fue enterrado allí, el convento tenía una capilla pequeña con acceso por la calle Huertas, pero posteriormente fue edificada una iglesia mayor en el mismo sitio y se trasladó a este nuevo templo a las personas que se encontraban enterradas en el anterior. El cuerpo de Cervantes también fue trasladado pero se desconocía el lugar exacto en el que se encontraba. En julio de 2011 saltó la noticia de que el historiador Fernando de Prado se proponía encontrar los restos de Cervantes liderando un grupo de expertos, explorando las diferentes partes del convento, de 3000 metros cuadrados, para investigar mejor su aspecto físico y las causas de su muerte.
El 24 de enero de 2015, un equipo de arqueólogos, liderado por el forense Francisco Etxeberria, anunció haber encontrado un ataúd con las iniciales «M. C.», que fue sometido a estudio para determinar con exactitud si los huesos en él contenidos eran los del escritor, aunque al día siguiente la epigrafista de la UAM Alicia M. Canto recomendó cautela, ya que las letras podían leerse en realidad «M. G.», y su tipo y técnica corresponder más bien al siglo XVIII. Al día siguiente se anunció que «el comité científico reunido en las excavaciones llegó a la conclusión de que los huesos no corresponden a los del escritor, puesto que pertenecerían a personas de menor edad». Finalmente, el 17 de marzo de 2015, los expertos anunciaron que «tras las evidencias de las pruebas históricas, arqueológicas y antropológicas, se ha podido acotar la ubicación de los restos en una concentración de huesos, fragmentados y deteriorados, correspondientes a diecisiete personas, entre los que posiblemente se encuentren los de Cervantes y su esposa», aunque no faltaron otras opiniones críticas, como la del profesor Francisco Rico que declaró: «Es que no hay tal hallazgo. Sabemos lo mismo que sabíamos antes».

## Aspecto físico
Cervantes fue retratado en su tiempo por el pintor sevillano Juan de Jáuregui. 

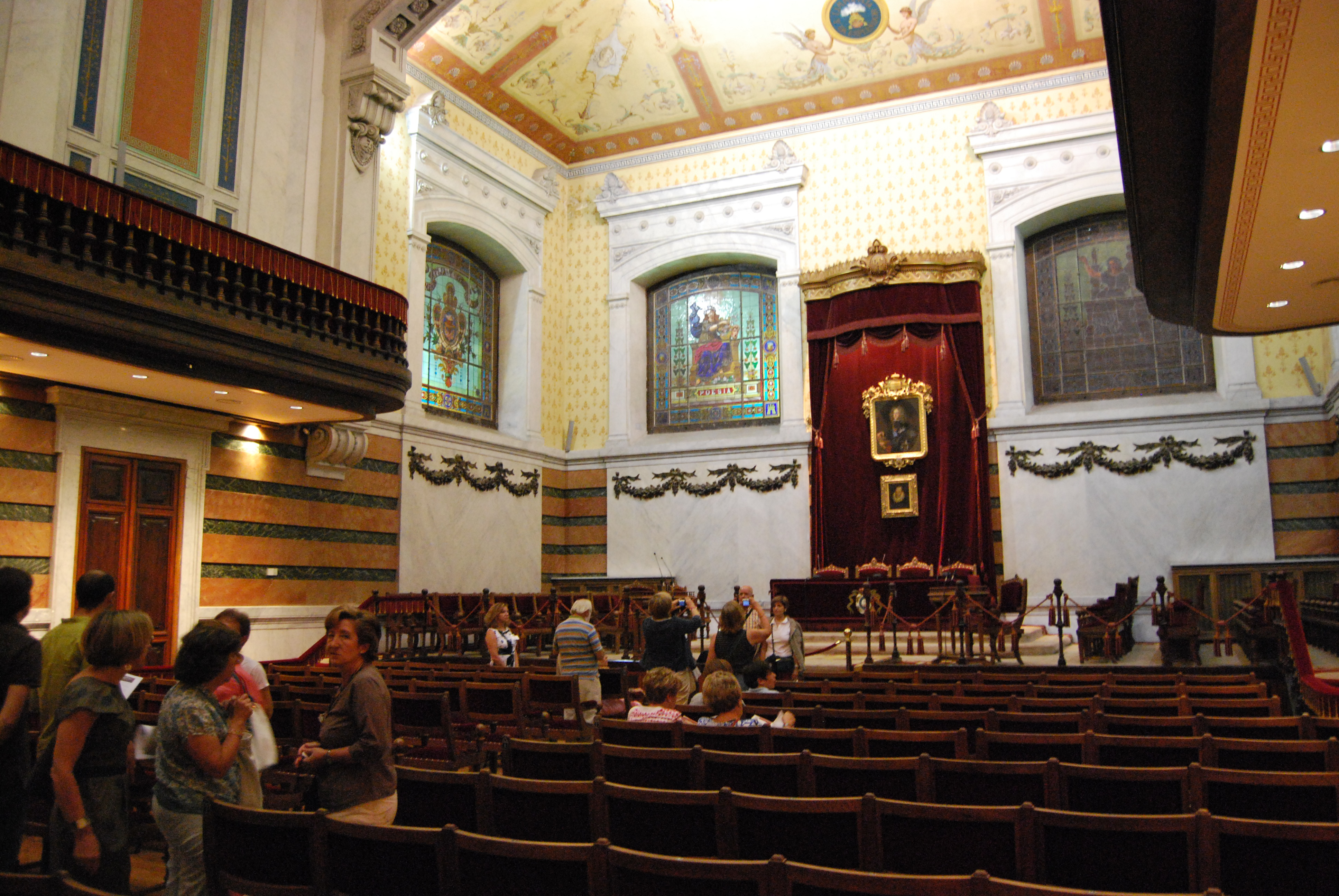
Salón de actos de la Real Academia Española.

En 1910 se descubrió un retrato en el que estaba escrito en la parte superior «Don Miguel de Cervantes Saavedra» y en la inferior «Iuan de Iauregui Pinxit, año 1600». Francisco Rodríguez Marín, Alejandro Pidal y Mon y Mariano de Cavia defendieron su autenticidad pero Juan Pérez de Guzmán y Gallo, Ramón León Maínez, Raymond Foulché-Delbosc, James Fitzmaurice-Kelly, Julio Puyol y Alonso y otros la cuestionaron. El retrato fue colgado en el salón de actos de la Real Academia Española, bajo un retrato de Felipe V.
Con posterioridad a la muerte de Cervantes han aparecido otros muchos retratos, considerados falsos.
La única alusión al retrato de Jáuregui se encuentra en la autodescripción que el autor colocó al principio de sus Novelas ejemplares, que se publicaron en 1613, cuando Cervantes tenía ya 66 años. Dicha descripción dice así:

... El cual amigo bien pudiera, como es uso y costumbre, grabarme y esculpirme en la primera hoja deste libro, pues le diera mi retrato el famoso don Juan de Jáurigui, y con esto quedara mi ambición satisfecha, y el deseo de algunos que querrían saber qué rostro y talle tiene quien se atreve a salir con tantas invenciones en la plaza del mundo, a los ojos de las gentes, poniendo debajo del retrato: Éste que veis aquí, de rostro aguileño, de cabello castaño, frente lisa y desembarazada, de alegres ojos y de nariz corva, aunque bien proporcionada; las barbas de plata, que no ha veinte años que fueron de oro, los bigotes grandes, la boca pequeña, los dientes ni menudos ni crecidos, porque no tiene sino seis, y ésos mal acondicionados y peor puestos, porque no tienen correspondencia los unos con los otros; el cuerpo entre dos extremos, ni grande, ni pequeño, la color viva, antes blanca que morena, algo cargado de espaldas, y no muy ligero de pies. Este digo, que es el rostro del autor de La Galatea y de Don Quijote de la Mancha, y del que hizo el Viaje del Parnaso,... y otras obras que andan por ahí descarriadas y, quizá, sin el nombre de su dueño. Llámase comúnmente Miguel de Cervantes Saavedra. Fue soldado muchos años, y cinco y medio cautivo, donde aprendió a tener paciencia en las adversidades. Perdió en la batalla naval de Lepanto la mano izquierda de un arcabuzazo, herida que, aunque parece fea, él la tiene por hermosa, por haberla cobrado en la más memorable y alta ocasión que vieron los pasados siglos, ni esperan ver los venideros, militando debajo de las vencedoras banderas del hijo del rayo de la guerra, Carlo Quinto, de felice memoria.

Por una carta de Lope de Vega se sabe también que Cervantes usaba anteojos (gafas de pinza) para leer, un instrumento entonces tan caro que, cuando se le rompieron los cristales, no quiso repararlos.

## Alcances artísticos

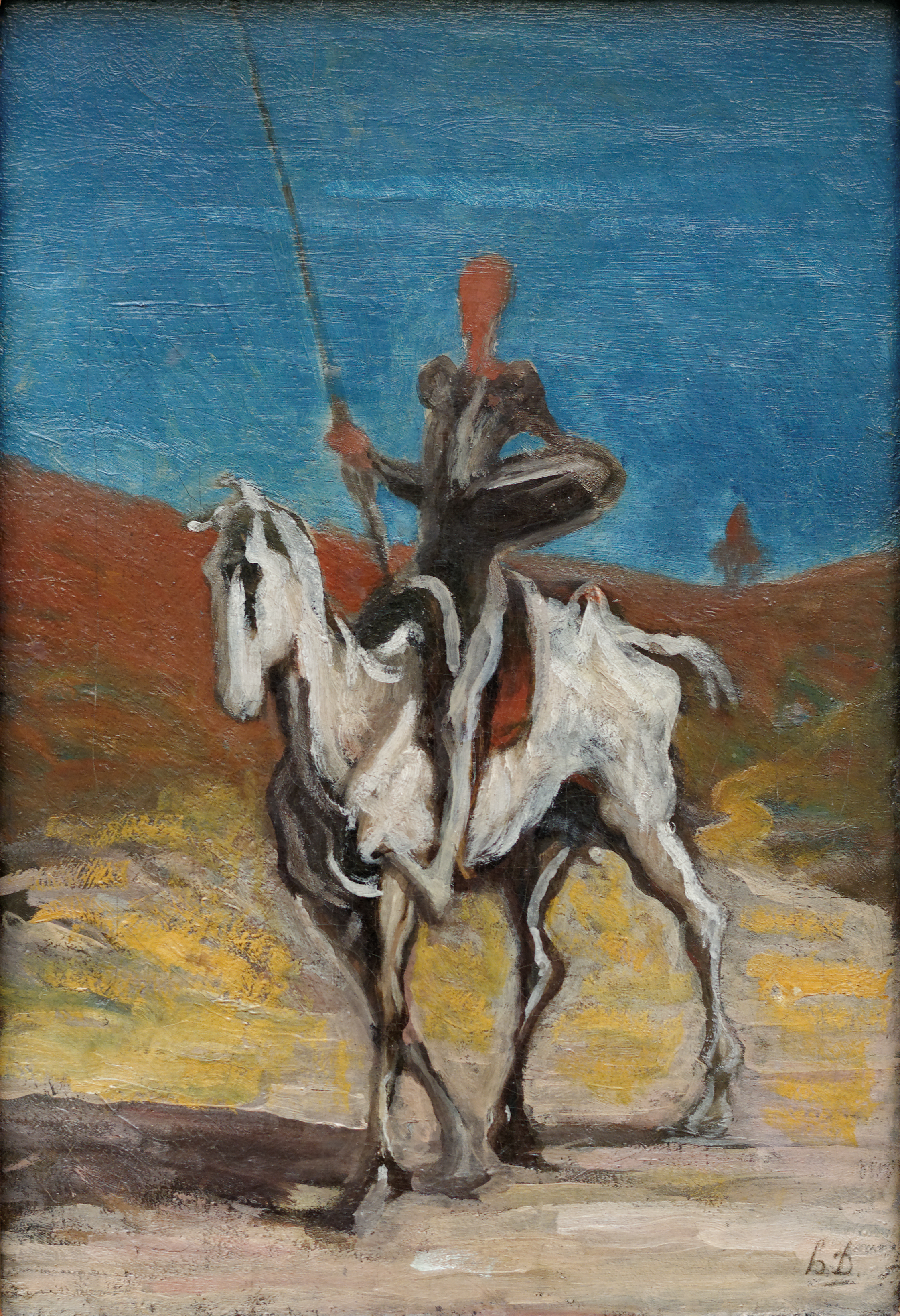
Don Quijote y Sancho Panza por Honoré Daumier. Óleo sobre lienzo. Neue Pinakothek.

Cervantes es sumamente original. Parodiando un género que empezaba a periclitar, como el de los libros de caballerías, creó otro género sumamente vivaz, la novela polifónica, donde se superponen las cosmovisiones y los puntos de vista hasta confundirse en complejidad con la misma realidad, recurriendo incluso a juegos metaficcionales. En la época la épica podía escribirse también en prosa, y con el precedente en el teatro del poco respeto a los modelos clásicos de Lope de Vega, le cupo a él en suma fraguar la fórmula del realismo en la narrativa tal y como había sido preanunciada en España por toda una tradición literaria desde el Cantar del Mío Cid, ofreciéndosela a Europa, donde Cervantes tuvo más discípulos que en España. La novela realista entera del siglo XIX está marcada por este magisterio. Por otra parte, otra gran obra maestra de Cervantes, las Novelas ejemplares, demuestra la amplitud de miras de su espíritu y su deseo de experimentar con las estructuras narrativas. En esta colección de novelas el autor experimenta con la novela bizantina (La española inglesa), la novela policíaca o criminal (La fuerza de la sangre, El celoso extremeño), el diálogo lucianesco (El coloquio de los perros), la miscelánea de sentencias y donaires (El licenciado Vidriera), la novela picaresca (Rinconete y Cortadillo), la narración constituida sobre una anagnórisis (La gitanilla), etc.

## Obra de Cervantes

### Novelas
Miguel de Cervantes cultivó, pero a su original modo, los géneros narrativos habituales en la segunda mitad del siglo XVI: la novela bizantina, la novela pastoril, la novela picaresca, la novela morisca, la sátira lucianesca, la miscelánea. Renovó un género, la novela, que se entendía entonces a la italiana como relato breve, exento de retórica y de mayor trascendencia.
Orden cronológico:
- La Galatea (1585)
- El ingenioso hidalgo don Quijote de la Mancha (1605)
- Novelas ejemplares (1613)
- El ingenioso caballero don Quijote de la Mancha (1615)
- Los trabajos de Persiles y Sigismunda (1617)

#### La Galatea
La Galatea fue la primera novela de Cervantes, en 1585. Forma parte del subgénero pastoril (una «égloga en prosa» como define el autor), triunfante en el Renacimiento. Su primera publicación apareció cuando tenía 38 años con el título de Primera parte de La Galatea. Como en otras novelas del género (similar al de La Diana de Jorge de Montemayor), los personajes son pastores idealizados que relatan sus cuitas y expresan sus sentimientos en una naturaleza idílica (locus amoenus).
La Galatea se divide en seis libros en los cuales se desarrollan una historia principal y cuatro secundarias que comienzan en el amanecer y finalizan al anochecer, como en las églogas tradicionales, pero de la misma manera que en los poemas bucólicos de Virgilio cada pastor es en realidad una máscara que representa a un personaje verdadero.

#### Don Quijote de la Mancha

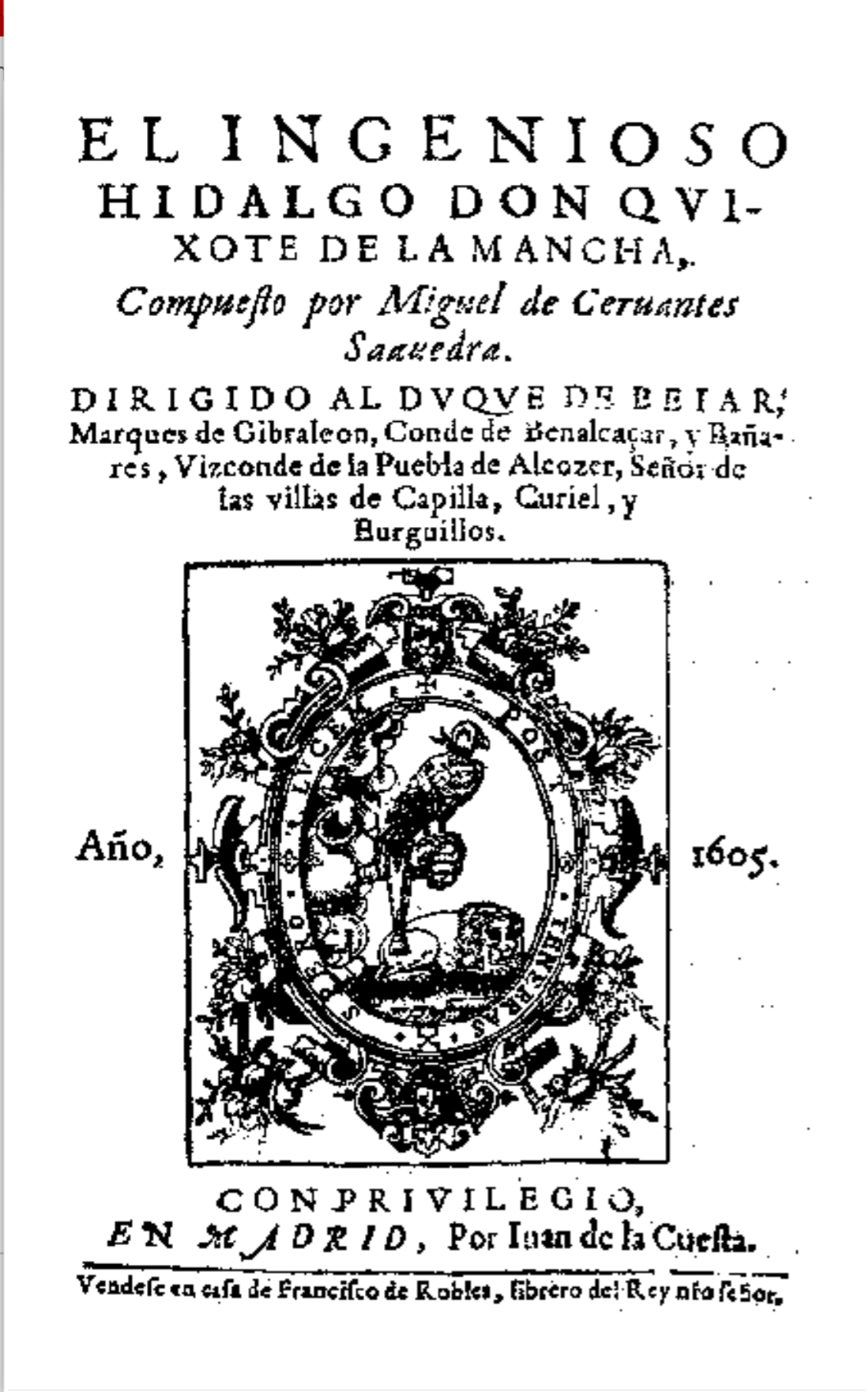
Primera edición del Quijote (1605).

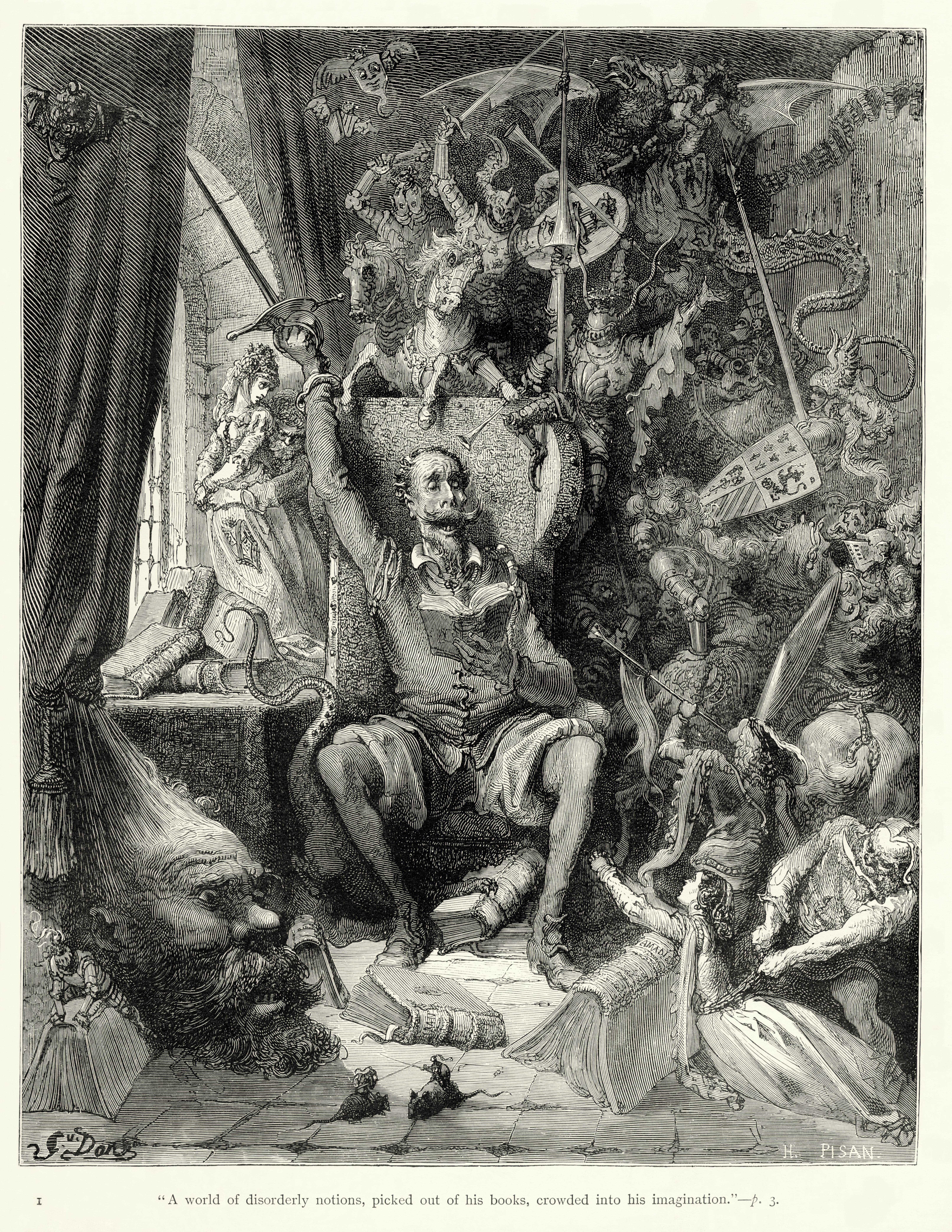
Ilustración de Gustave Doré.

Es la novela cumbre de la literatura en lengua española. Su primera parte apareció en 1605 y obtuvo una gran acogida pública. Pronto se tradujo a las principales lenguas europeas y es una de las obras con más traducciones del mundo. En 1615 se publicó la segunda parte.
En un principio, la pretensión de Cervantes fue combatir el auge que habían alcanzado los libros de caballerías, satirizándolos con la historia de un hidalgo manchego que perdió la cordura por leerlos, creyéndose caballero andante. Para Cervantes, el estilo de las novelas de caballerías era pésimo, y las historias que contaba eran disparatadas. A pesar de ello, a medida que iba avanzando el propósito inicial fue superado, y llegó a construir una obra que reflejaba la sociedad de su tiempo y el comportamiento humano.
Es probable que Cervantes se inspirara en el Entremés de los romances, en el que un labrador pierde el juicio por su afición a los héroes del Romancero viejo.

#### Novelas ejemplares

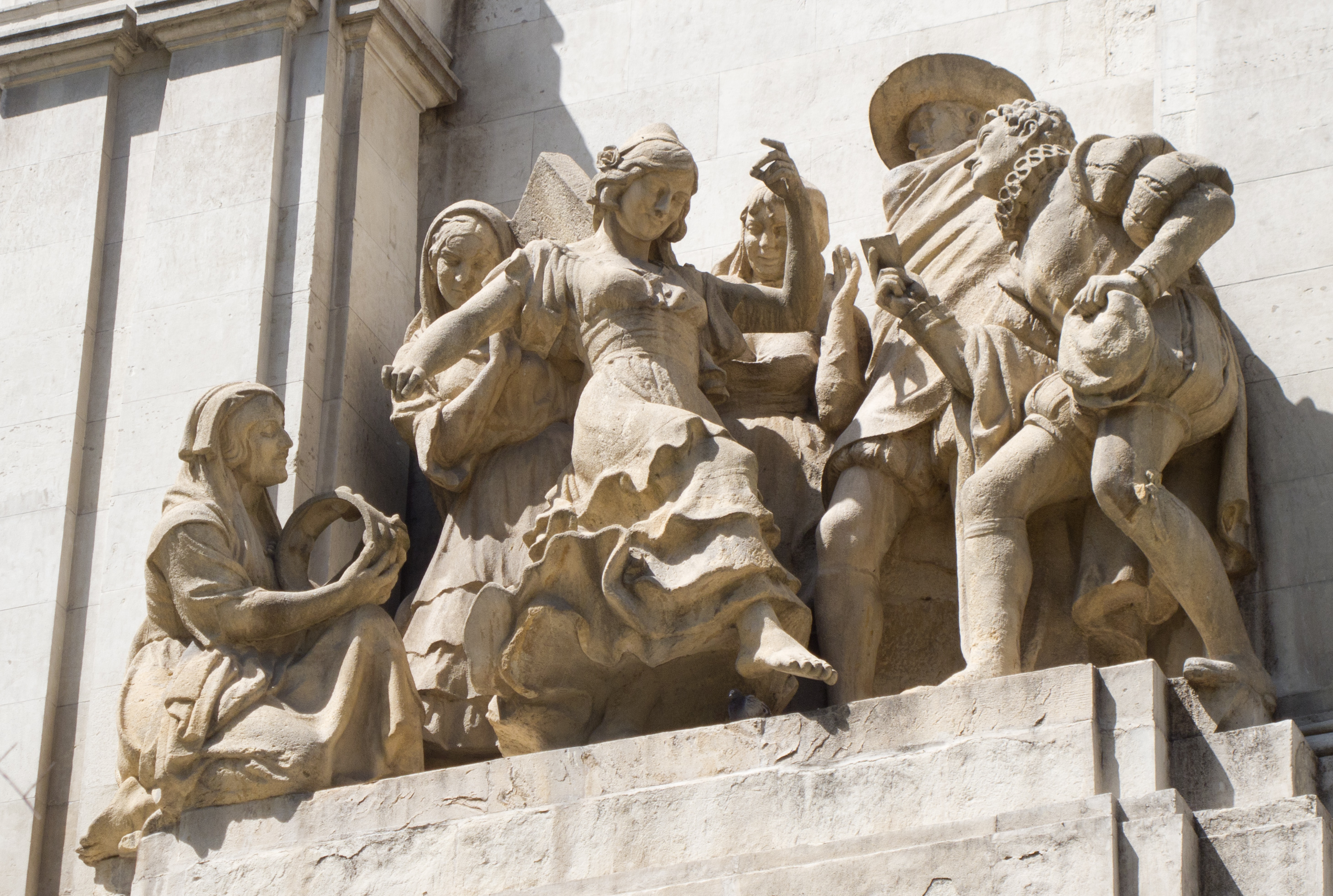
La gitanilla (F. Coullaut-Valera, 1960). Detalle del monumento a Cervantes de la plaza de España de Madrid.

Entre 1590 y 1612, Cervantes escribió una serie de novelas cortas (pues el término novela se usaba en la época en el mismo sentido que su étimo, el italiano novella, esto es, lo que hoy llamamos novela corta o relato largo) que después acabaría reuniendo en 1613 en la colección de las Novelas ejemplares, dada la gran acogida que obtuvo con la primera parte del Quijote. En un principio recibieron el nombre de Novelas ejemplares de honestísimo entretenimiento.
Dado que existen dos versiones de Rinconete y Cortadillo y de El celoso extremeño, se piensa que Cervantes introdujo en estas novelas algunas variaciones con propósitos morales, sociales y estéticos (de ahí el nombre de «ejemplares»). La versión más primitiva se encuentra en el llamado manuscrito de Porras de la Cámara, una colección miscelánea de diversas obras literarias entre las cuales se encuentra una novela habitualmente atribuida también a Cervantes, La tía fingida. Por otra parte, algunas novelas cortas se hallan también insertas en el Quijote, como «El curioso impertinente» o una «Historia del cautivo» que cuenta con elementos autobiográficos. Además, se alude a otra novela ya compuesta, Rinconete y Cortadillo.

#### Los trabajos de Persiles y Sigismunda
Es la última obra de Cervantes. Pertenece al subgénero de la novela bizantina. En ella escribió la dedicatoria a Pedro Fernández de Castro y Andrade, VII conde de Lemos, el 19 de abril de 1616, cuatro días antes de fallecer, donde se despide de la vida citando estos versos:

Puesto ya el pie en el estribo,
 con ansias de la muerte,
 gran señor, esta te escribo.

El autor ve claramente que le queda poca vida y se despide de sus amigos, no se hace ilusiones. Sin embargo, desea vivir y terminar obras que tiene en el magín, cuyo título escribe: Las semanas del jardín, El famoso Bernardo y una segunda parte de La Galatea. En el género de la novela bizantina, cuenta Cervantes, se atreve a competir con el modelo del género, Heliodoro.
La novela, inspirada en la crónica de Saxo Gramático y Olao Magno y en las fantasías del Jardín de flores curiosas de Antonio de Torquemada, cuenta la peregrinación llevada a cabo por Persiles y Sigismunda, dos príncipes nórdicos enamorados que se hacen pasar por hermanos cambiándose los nombres por Periandro y Auristela. Separados por todo tipo de peripecias, emprenden un viaje desde el norte de Europa hasta Roma, pasando por España, con finalidad expiatoria antes de contraer matrimonio. La obra es importante porque supone en el autor un cierto distanciamiento de las fórmulas realistas que hasta el momento ha cultivado, pues aparecen hechos tan peregrinos como que una mujer salte de un campanario librándose de estrellarse gracias al paracaídas que forman sus faldas o que haya personajes que adivinen el futuro. Los personajes principales aparecen algo desvaídos y en realidad la obra está protagonizada por un grupo, en el que se integran dos españoles abandonados en una isla desierta, Antonio y su hijo, criado en la isla como una especie de bárbaro arquero en contacto con la naturaleza. Los últimos pasajes del libro están poco limados, ya que el autor falleció antes de corregirlos. La obra tuvo cierto éxito y se reimprimió varias veces, pero fue olvidada en el siglo siguiente.

### Poesía
Cervantes se afanó en ser poeta, aunque llegó a dudar de su capacidad, como él mismo dijo antes de su muerte en Viaje del Parnaso:

Yo que siempre trabajo y me desvelo / por parecer que tengo de poeta / la gracia que no quiso darme el cielo

Se han perdido o no se han identificado casi todos los versos que no estaban incluidos en sus novelas o en sus obras teatrales; aunque se le suele llamar inventor de los versos de cabo roto, en realidad no fue él. Cervantes declara haber compuesto gran número de romances, entre los cuales estimaba especialmente uno sobre los celos. En efecto, hacia 1580 participó con otros grandes poetas contemporáneos como Lope de Vega, Góngora o Quevedo en la imitación de los romances antiguos que dio origen al Romancero nuevo, llamado así frente al tradicional y anónimo Romancero viejo del siglo XV.
Inicia su obra poética con las cuatro composiciones dedicadas a Exequias de la reina Isabel de Valois. Otros poemas fueron: A Pedro Padilla, A la muerte de Fernando de Herrera, A la Austriada de Juan Rufo. Como poeta sin embargo destaca en el tono cómico y satírico, y sus obras maestras son los sonetos Un valentón de espátula y greguesco y Al túmulo del rey Felipe II, del cual se hizo famoso los últimos versos:

Caló el chapeo, requirió la espada, / miró al soslayo, fuese, y no hubo nada.

La Epístola a Mateo Vázquez es una falsificación escrita por el erudito decimonónico Adolfo de Castro, como asimismo lo es el folleto en prosa El buscapié, una vindicación del Quijote escrita también por este erudito. Asentó algunas innovaciones en la métrica, como la invención de la estrofa denominada ovillejo y el uso del soneto con estrambote.

#### Viaje del Parnaso
El único poema narrativo extenso de Cervantes es Viaje del Parnaso (1614) compuesto en tercetos encadenados. En él alaba y critica a algunos poetas españoles. Se trata en realidad de una adaptación, como dice el propio autor, del Viaggio di Parnaso (1578) de Cesare Caporali di Perugia o Perusinus. Narra en ocho capítulos el viaje al monte Parnaso del propio autor a bordo de una galera dirigida por Mercurio, en la que algunos poetas elogiados tratan de defenderlo frente a los poetastros o malos poetas. Reunidos en el monte con Apolo, salen airosos de la batalla y el protagonista regresa de nuevo a su hogar. La obra se completa con la Adjunta al Parnaso, donde Pancracio de Roncesvalles entrega a Cervantes dos epístolas de Apolo.

### Teatro

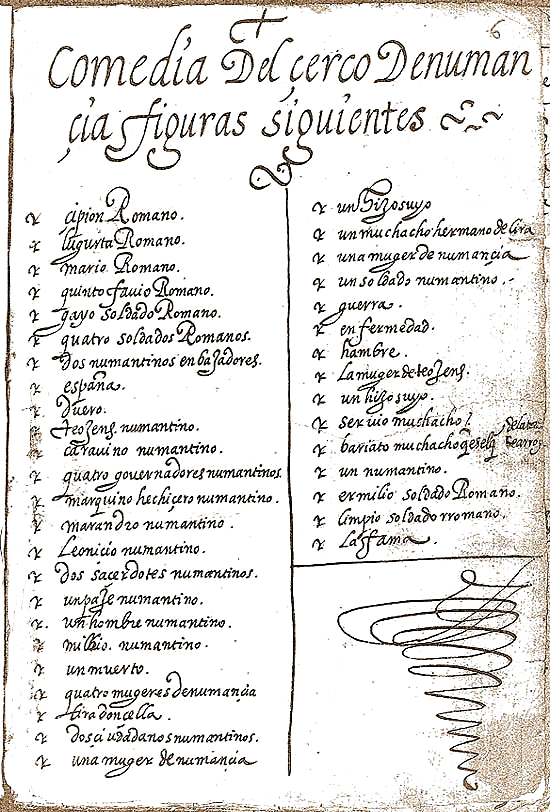
Folio inicial de la Comedia del çerco de Numancia, manuscrito 15 000 de la Biblioteca Nacional de España.

Dadas sus penurias económicas, el teatro fue la gran vocación de Cervantes, quien declaró haber escrito «veinte o treinta comedias», de las cuales se conservan los títulos de diecisiete y los textos de once, sin contar ocho entremeses y algunos otros atribuidos. Escribe que cuando era mozo «se le iban los ojos» tras el carro de los comediantes y que asistió a las austeras representaciones de Lope de Rueda. Sin embargo, su éxito, que lo tuvo, pues sus obras se representaron «sin ofrenda de pepinos», como dice en el prólogo a sus Ocho comedias y ocho entremeses nunca representados, fue efímero ante el exitazo de la nueva fórmula dramática de Lope de Vega, más audaz y moderna que la suya, que hizo a los empresarios desestimar las comedias cervantinas y preferir las de su rival. El teatro de Cervantes poseía un fin moral, incluía personajes alegóricos y procuraba someterse a las tres unidades aristotélicas de acción, tiempo y lugar, mientras que el de Lope rompía con esas unidades y era moralmente más desvergonzado y desenvuelto, así como mejor y más variadamente versificado. Cervantes nunca pudo sobrellevar este fracaso y se mostró disgustado con el nuevo teatro lopesco en la primera parte del Quijote, cuyo carácter teatral aparece bien asentado a causa de la abundancia de diálogos y de situaciones de tipo entremesil que entreverán la trama. Y es, en efecto, el entremés el género dramático donde luce en todo su esplendor el genio dramático de Cervantes, de forma que puede decirse que junto a Luis Quiñones de Benavente y Francisco de Quevedo es Cervantes uno de los mejores autores del género, al que aportó una mayor profundidad en los personajes, un humor inimitable y un mayor calado y trascendencia en la temática. Que existía interconexión entre el mundo teatral y el narrativo de Cervantes lo demuestra que, por ejemplo, el tema del entremés de El viejo celoso aparezca en la novela ejemplar de El celoso extremeño. Otras veces aparecen personajes sanchopancescos, como en el entremés de la Elección de los alcaldes de Daganzo, donde el protagonista es tan buen catador o «mojón» de vinos como Sancho. El barroco tema de la apariencia y la realidad se muestra en El retablo de las maravillas, donde se adapta el cuento medieval de don Juan Manuel (que Cervantes conocía y había leído en una edición contemporánea) del rey desnudo y se le da un contenido social. El juez de los divorcios tocaba también biográficamente a Cervantes, y en él se llega a la conclusión de que «más vale el peor concierto / que no el divorcio mejor». También poseen interés los entremeses de El rufián viudo, La cueva de Salamanca, El vizcaíno fingido y La guarda cuidadosa. Para sus entremeses adopta Cervantes tanto la prosa como el verso y se le atribuyen algunos otros, como el de Los habladores.
En sus piezas mayores el teatro de Cervantes ha sido injustamente poco apreciado y representado, con algunos sin estrenarse hasta la fecha (2015), con excepción de la que representa el ejemplo más acabado de imitación de las tragedias clásicas: El cerco de Numancia, también titulada La destrucción de Numancia, donde se escenifica el tema patriótico del sacrificio colectivo ante el asedio del general Escipión el Africano y donde el hambre toma la forma de sufrimiento existencial, añadiéndose figuras alegóricas que profetizan un futuro glorioso para España. Se trata de una obra donde la Providencia parece tener el mismo cometido que tenía para el Eneas escapado de la Troya incendiada en Virgilio. Parecida inspiración patriótica poseen otras comedias, como La conquista de Jerusalén, descubierta recientemente. Otras comedias suyas tratan el tema, que tan directamente padeció el autor y al que incluso se hace alusión en un pasaje de su última obra, el Persiles, del cautiverio en Argel, como Los baños de Argel, El trato de Argel (también titulada Los tratos de Argel), La gran sultana y El gallardo español, donde se ha querido también encontrar la denuncia de la situación de los antiguos soldados como el propio Cervantes. De tema más novelesco son La casa de los celos y selvas de Ardenia, El laberinto de amor, La entretenida. Carácter picaresco tienen Pedro de Urdemalas y El rufián dichoso.
Cervantes reunió sus obras no representadas en Ocho comedias y ocho entremeses nunca representados; además, se conservan otras obras en manuscrito: El trato de Argel, El gallardo español, La gran sultana y Los baños de Argel.[cita requerida]

## Obras perdidas y atribuidas
Cervantes mencionó en algunas ocasiones comedias suyas que se representaron con notable éxito y cuyos textos se han perdido, así como otras obras que estaba escribiendo o pensaba escribir.
Entre las obras no escritas o inacabadas cabe mencionar la segunda parte de La Galatea, El famoso Bernardo (quizá un libro de caballerías referido a Bernardo del Carpio) y Las semanas del jardín. También es posible que haya pensado en escribir una continuación del libro de caballerías Belianís de Grecia.
Las obras de teatro perdidas que Cervantes enumera son La gran Turquesca, La batalla naval, La Jerusalem, que hoy se cree es la recuperada La conquista de Jerusalén; La Amaranta o la del mayo, El bosque amoroso, La única, La bizarra Arsinda y La confusa, que figuraba en el repertorio del autor Juan Acacio aún en 1627. También fue obra suya una comedia llamada El trato de Constantinopla y muerte de Selim.
Hay diversas obras que se han atribuido a Cervantes, con variado fundamento. Entre las más conocidas cabe mencionar:
- La tía fingida, narración del estilo de las Novelas ejemplares.
- Diálogo entre Cilenia y Selanio sobre la vida del campo, que se supone que es un fragmento de la obra perdida de Cervantes Las semanas del jardín.
- Auto de la soberana Virgen de Guadalupe, auto sacramental relativo al hallazgo de la imagen de Nuestra Señora de Guadalupe.
- La Topografía e historia general de Argel, obra editada y publicada en Valladolid, en 1612, por fray Diego de Haedo, abad de Frómista, que se sabe que no es obra de este. La obra fue realmente escrita por el clérigo portugués y amigo de Cervantes, el doctor Antonio de Sosa, mientras este estuvo cautivo en Argel entre 1577 y 1581. El erudito Sosa fue muy amigo del joven Cervantes durante el cautiverio de ambos en Berbería en los 1570. Sosa fue asimismo el primer biógrafo de Cervantes; su relato sobre el "episodio de la cueva", en el que describe el segundo intento de escape de Cervantes de su prisión argelina, aparece en su Diálogo de los mártires de Argel.

En 1992, el hispanista italiano Stefano Arata publicó el texto de un manuscrito de la obra teatral La conquista de Jerusalén por Godofre de Bullón. En su estudio preliminar Arata pretende haber encontrado La Jerusalén perdida de Cervantes. Siguió a este estudio otro artículo en 1997 y desde entonces se ha publicado virtualmente como obra atribuida. En 2009 apareció una edición crítica impresa por Cátedra Letras Hispanas y en 2010 Aaron M. Kahn publicó una teoría de atribución que demuestra que, de todos los candidatos a la autoría de este drama, Cervantes es sin duda el más probable. Ciertamente esta comedia sobresale mucho entre las demás de su tiempo, pero, sin pruebas concluyentes, sigue siendo solo atribuible a Cervantes.

## Relación con otras personalidades

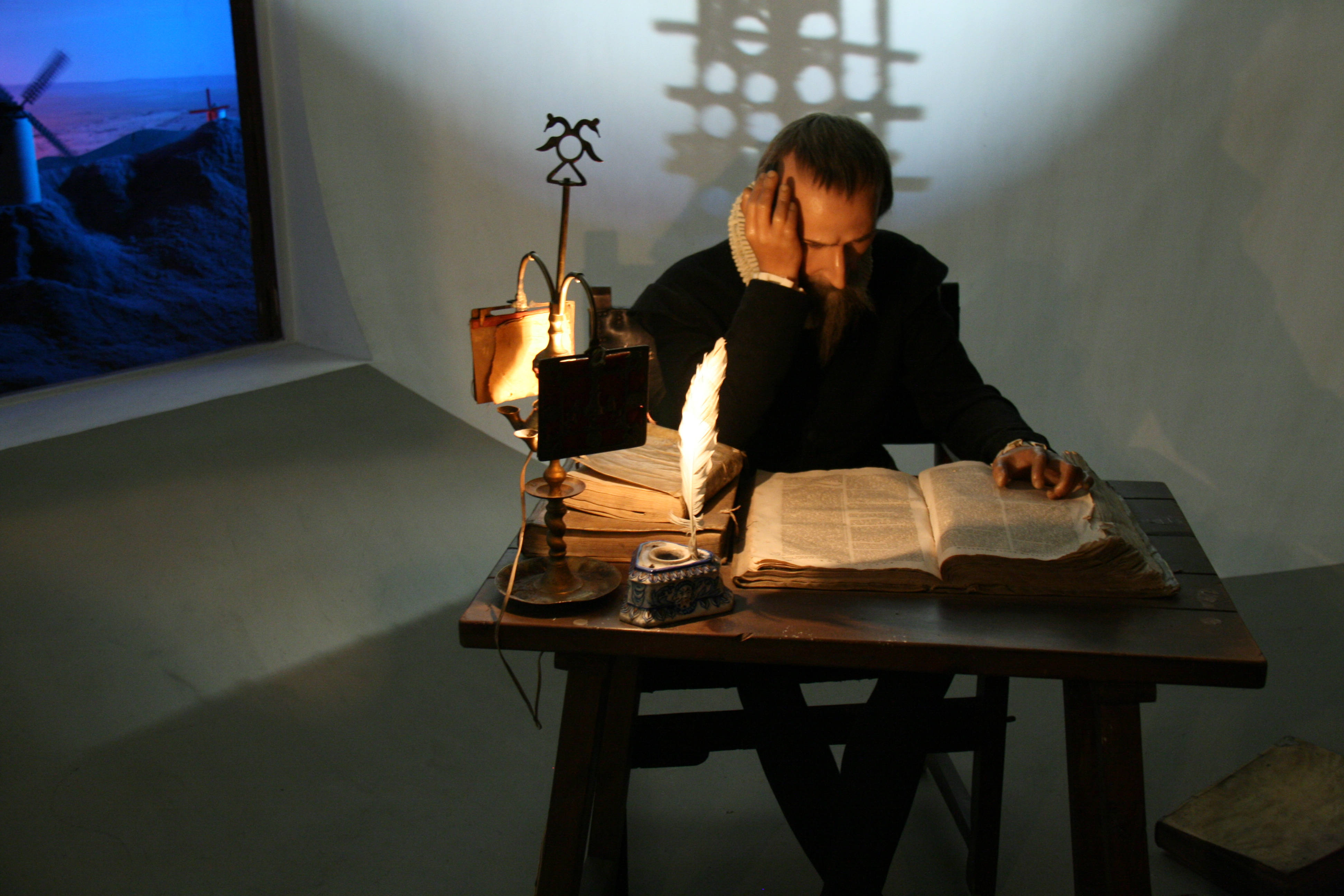
Estatua de cera de Cervantes en el Museo de Cera de Madrid.

Se suele decir que Miguel de Cervantes y William Shakespeare fallecieron el mismo día, el 23 de abril. Sin embargo, las muertes no habrían coincidido en el tiempo, ya que, aunque la fecha es la misma, en Gran Bretaña se usaba el calendario juliano, mientras que en España ya se había adoptado el calendario gregoriano, y cuando Shakespeare murió, en España era 3 de mayo. Este día, el 23 de abril, ha sido nombrado Día Internacional del Libro por la Unesco en 1995.
Lo que sí se sabe con exactitud es que Shakespeare leyó la primera parte del Quijote y escribió una obra de teatro donde retoma al personaje de Cardenio, quien aparece en la novela.
Cervantes no solamente conoció a los ilustres escritores Francisco Quevedo y Lope de Vega, sino que fueron vecinos en las mismas calles del barrio de las Letras de Madrid.
El Quijote es un libro que ha marcado a muchas personalidades. Orson Welles, que pasó temporadas en España, tuvo gran interés en realizar una película titulada Don Quijote, y aunque la comenzó, no pudo completarla, por lo que se exhibe desde 1992 montada y finalizada por el director y guionista Jesús Franco.
El primer ministro israelí David Ben-Gurión aprendió español para poder leer Don Quijote de la Mancha en su idioma original, al igual que el poeta, dramaturgo y novelista ruso Alexandr Pushkin.

## Pensamiento de Cervantes

### Cervantes antisistema
Para el historiador Emilio Sola, hay numerosos indicios en la obra de Cervantes que lo delatan como un escritor antisistema e incluso libertario. Según Sola, las lecturas más habituales de la obra cervantina han dejado un Cervantes «neutralizado» en el que «sus cargas de profundidad más potentes» quedan ocultas. Estas cargas serían el rechazo de Cervantes a la política profesional (consideraría a los políticos como «cortesanos sinvergüenzas y lisonjeros»); la protesta feminista de Marcela (quien defiende que nació libre y que no es responsable del suicidio de su acosador, Crisóstomo); o su comparación de las empresas modernas con galeotas corsarias (el dinero y la corrupción serían los nuevos dioses).

### Cervantes y la religión
Por las consecuencias implícitas en la novela El curioso impertinente, incluida en el Quijote, algunos autores han interpretado que Cervantes defendía la «imposibilidad de debate o polémica religiosa entre cristianos y musulmanes». Esta controversia entre religiones sería imposible porque no puede realizarse con «ejemplos palpables, fáciles, inteligibles, demostrativos, indubitables, con demostraciones matemáticas que no se pueden negar [···]». Por esta dificultad, señalada por Cervantes, de que cristianos y musulmanes puedan llegar a convencerse entre sí, se le atribuye como posible una postura «escéptica, tolerante o pacificadora» que el mismo autor habría adoptado «sin ningún tipo de dudas y a pesar de frases o formulaciones concretas [···] resaltadas como defensa ante posibles sospechas».
Para algunos cervantistas, el autor del Quijote puede situarse como «precursor» del iusnaturalismo del siglo XVII. Esto se justificaría por la necesidad, presente en Cervantes según Emilio Sola, de un «derecho/ley natural por encima de las diferentes "leyes" de las religiones clásicas».

## Cervantes en el cine
- Cervantes, dirigida por Vincent Sherman (1967), con Francisco Rabal, Gina Lollobrigida, José Ferrer y Horst Buchholz en el papel de Cervantes.
- Miguel y William, dirigida por Inés París (2007). Juan Luis Galiardo es el encargado de encarnar a Miguel de Cervantes.
- El cautivo, dirigida por Alejandro Aménabar (2025). Julio Peña da vida al joven Cervantes en sus días de cautiverio en Argel.

## Cervantes en la televisión
- Cervantes, de Alfonso Ungría (miniserie de TV, 1981). Julián Mateos en el papel del escritor madrileño.
- El Ministerio del Tiempo (serie de TV). Pere Ponce interpreta a Miguel de Cervantes en dos episodios: en "Tiempo de hidalgos" (Temporada 2, Episodio 3, 2016) y en "Tiempo de esplendor" (Temporada 3, Episodio 5, 2017).
- Cervantes contra Lope, de Manuel Huerga (película para TV, 2016). Emilio Gutiérrez Caba interpreta al escritor.
- Buscando a Cervantes (mediometraje para TV, 2016), de Francesc Escribano. Alberto San Juan como Miguel de Cervantes.

## Reconocimientos

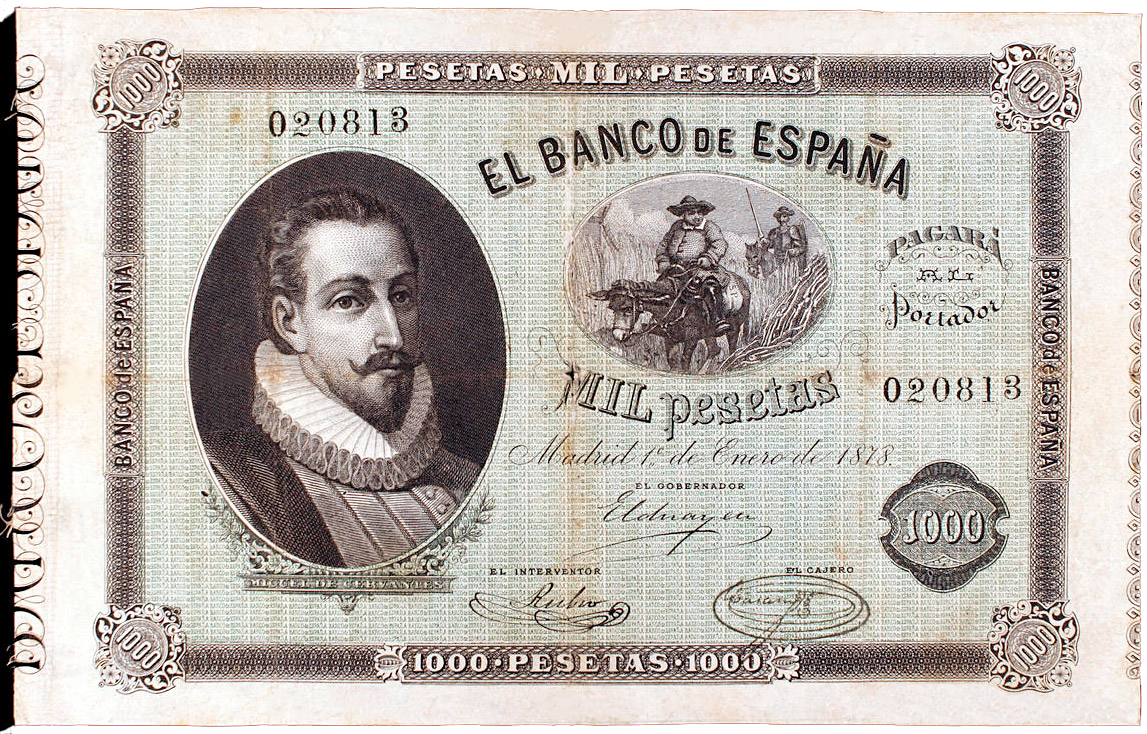
Primer billete del Banco de España dedicado a Cervantes (1878).

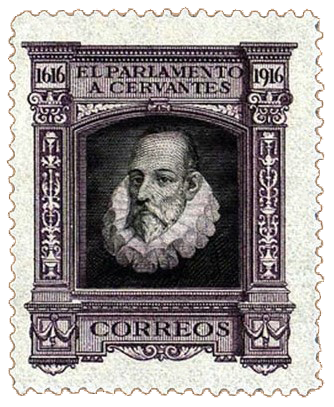
En 1916, España emitió el primer sello de correos con la imagen de Cervantes.

Hay numerosos galardones, esculturas, edificios e instituciones dedicados a la memoria de Miguel de Cervantes.

### Casa de Cervantes
Hay al menos cinco Casas de Cervantes: en Alcalá de Henares, en Valladolid, en Esquivias (Toledo), en Madrid, en Vélez-Málaga, en Alcázar de San Juan (Ciudad Real) y en Cartagena (España).

### Galardones
- Premio Miguel de Cervantes es el premio más importante de Literatura en lengua española.
- Premio Cervantes Chico, dedicado a la literatura infantil y juvenil.
- Premio Cervantes Gastronómico, dedicado a personas del mundo de la cocina.
- Trofeo Cervantes, torneo amistoso de fútbol que se celebra en Alcalá de Henares.

### Monumentos

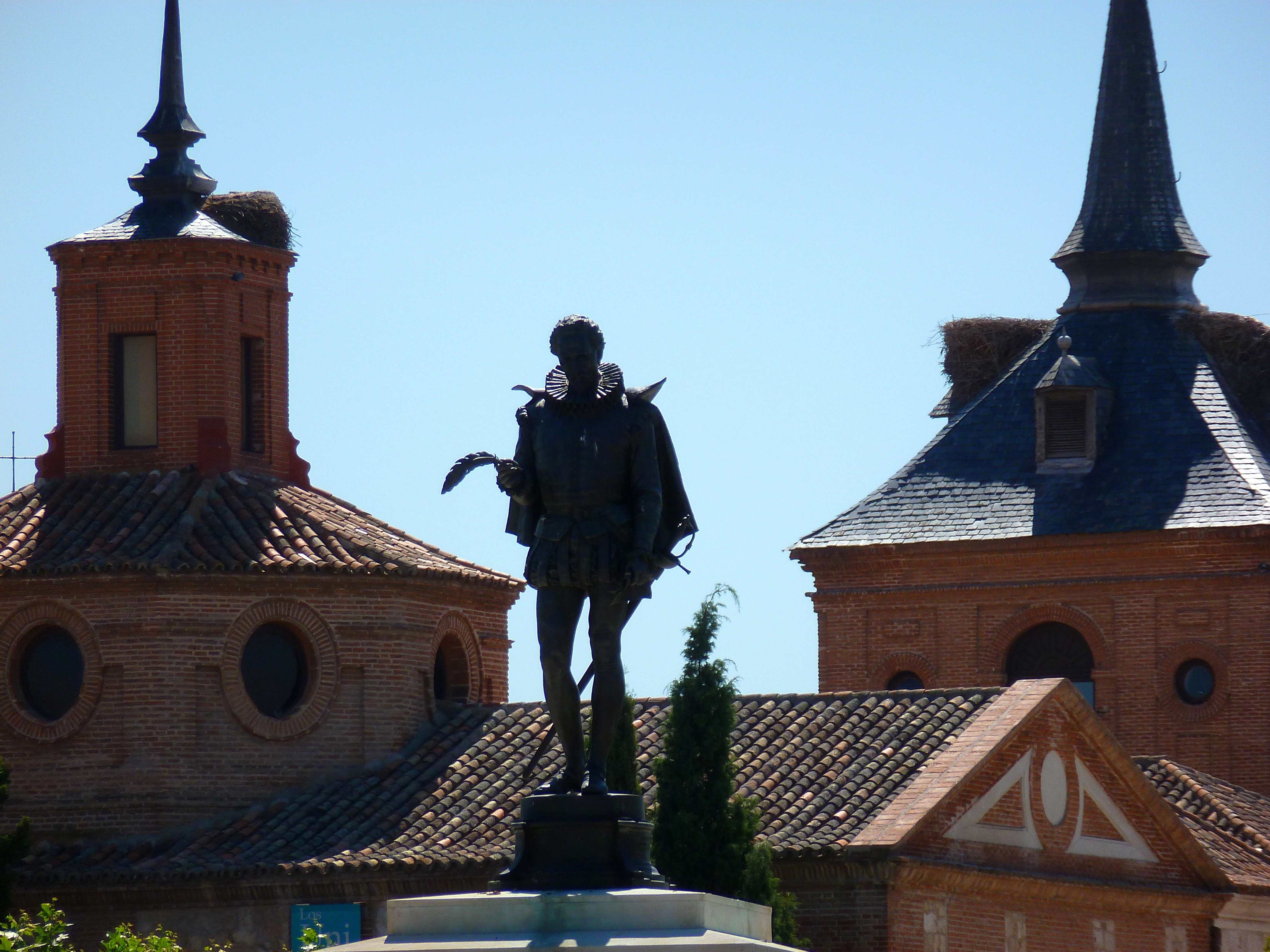
Estatua del escritor en la plaza de Cervantes de Alcalá de Henares

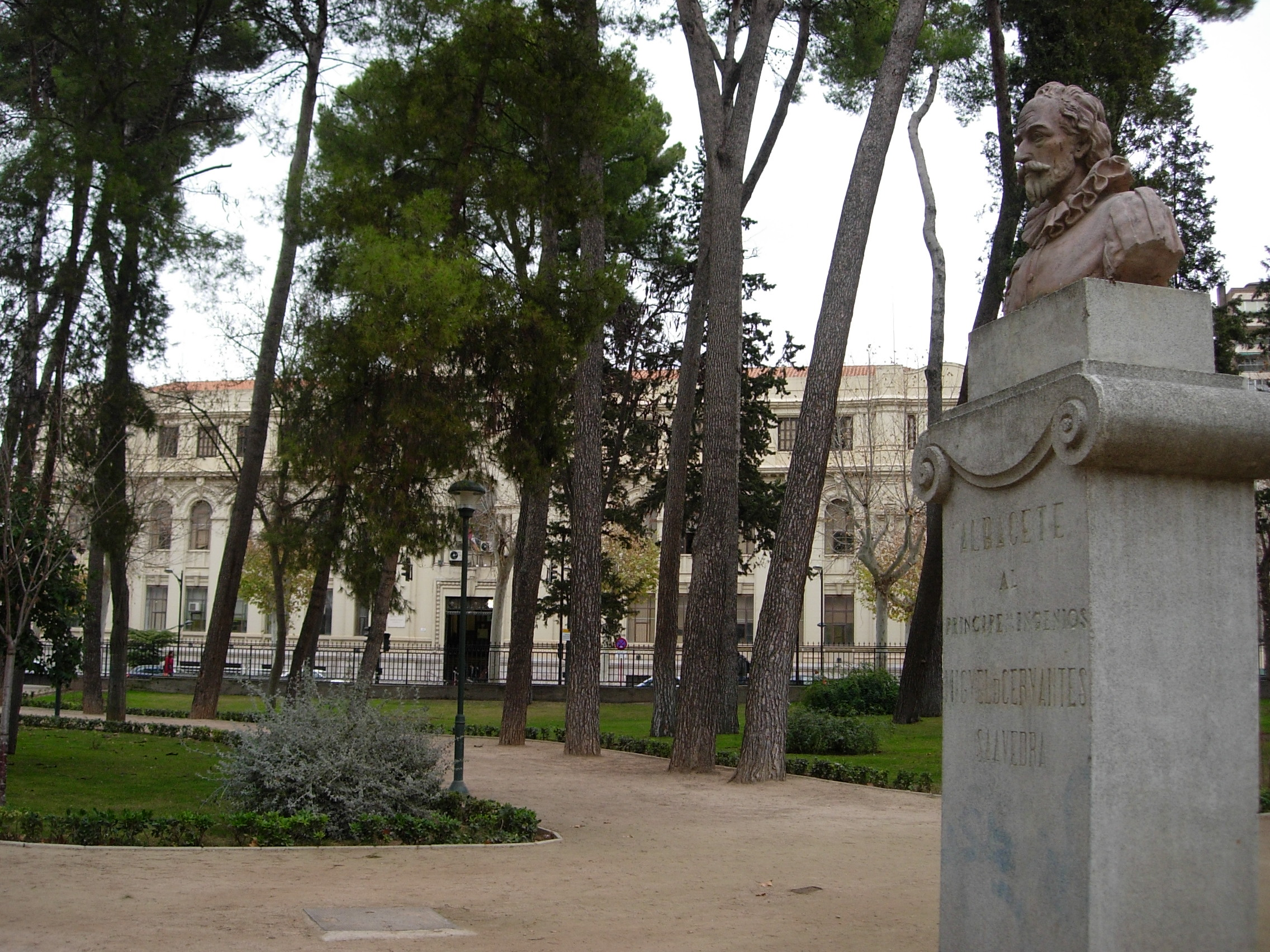
Monumento a Miguel de Cervantes en el parque Abelardo Sánchez de Albacete

- En Albacete: Monumento a Miguel de Cervantes en el parque Abelardo Sánchez.
- En Alcalá de Henares: escultura en la plaza que lleva su nombre, en la glorieta del Chorrillo, y en el centro deportivo Miguel de Cervantes de la Brigada Paracaidista.
- En Madrid: Monumento a Miguel de Cervantes en la plaza de España, escultura en la plaza de las Cortes, escultura en la Biblioteca Nacional de España, y placa conmemorativa de su enterramiento.
- En Valladolid: Estatua de Cervantes, Casa de Cervantes Casa de Cervantes (Valladolid).
- En Santiago de Compostela: Escultura en la plaza que lleva su nombre.
- En Sevilla: Monumento a Cervantes consistente en una estatua de medio cuerpo de bronce con pedestal.
- En Ciudad Real: escultura en la plaza del mismo nombre, sentado de cuerpo entero.
- En La Paz, Bolivia: escultura en la plaza España.

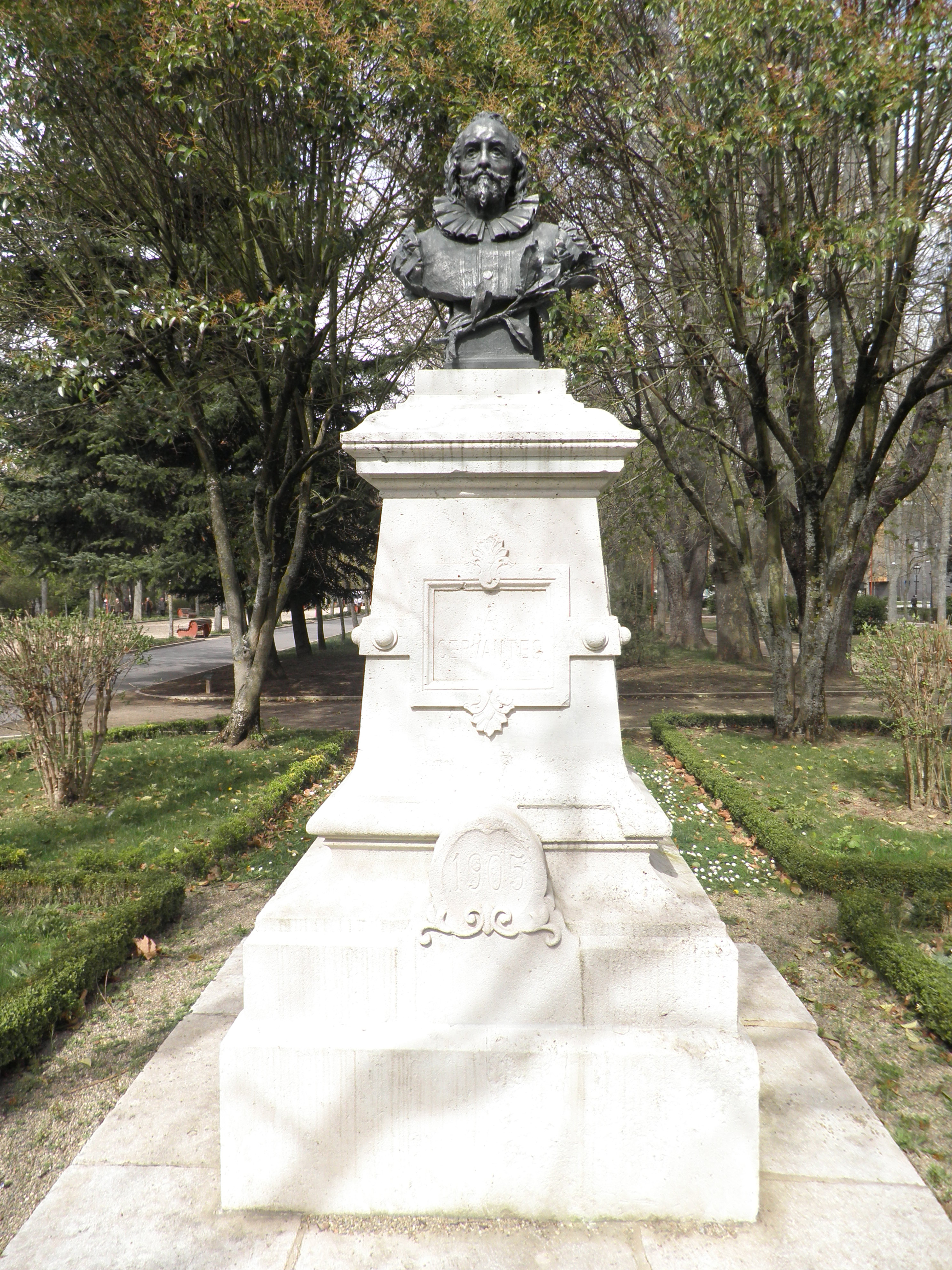
Busto de Cervantes erigido en 1905 en Burgos

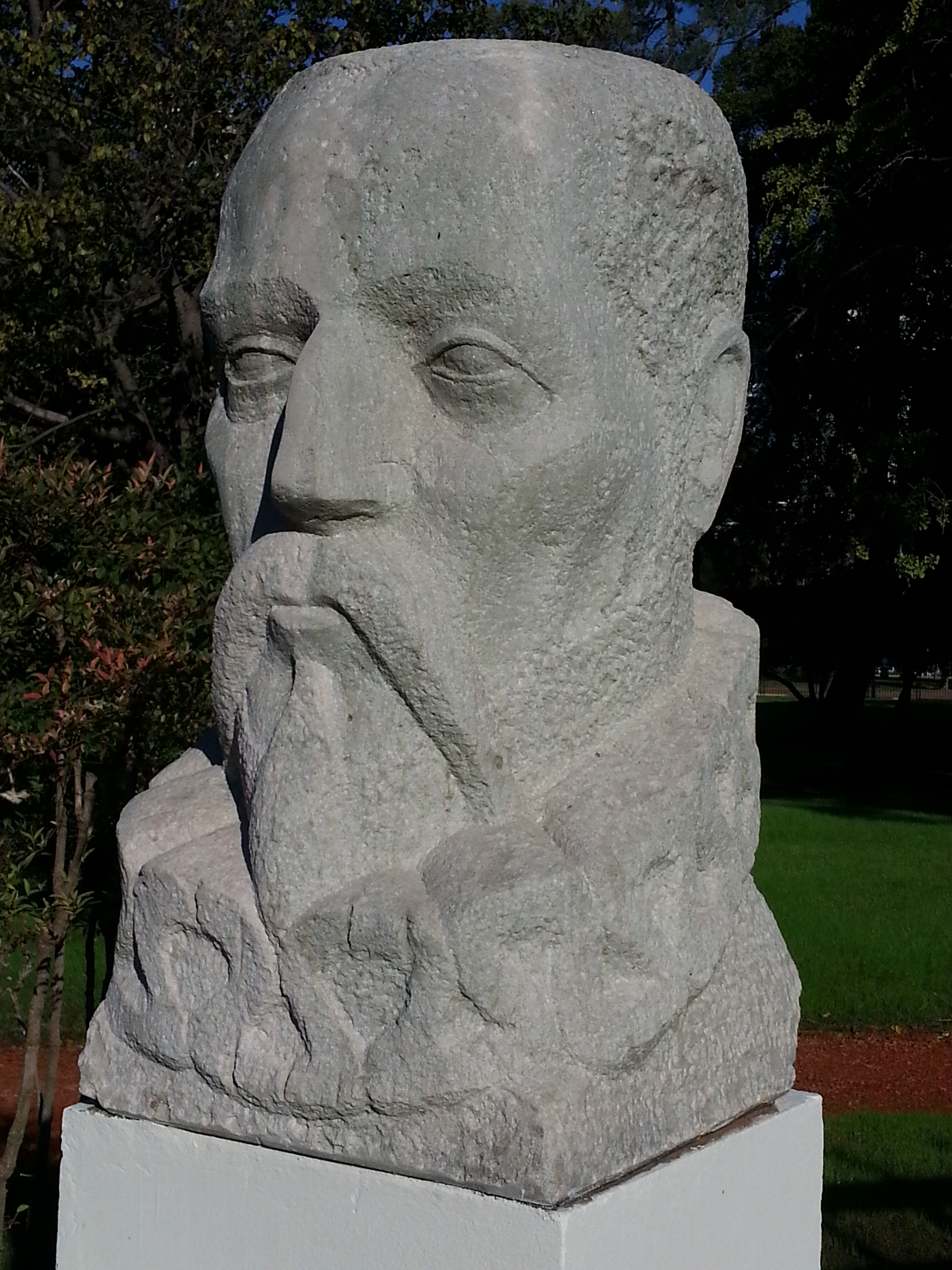
Busto de Miguel de Cervantes en el Paseo de los Poetas, El Rosedal, Buenos Aires.

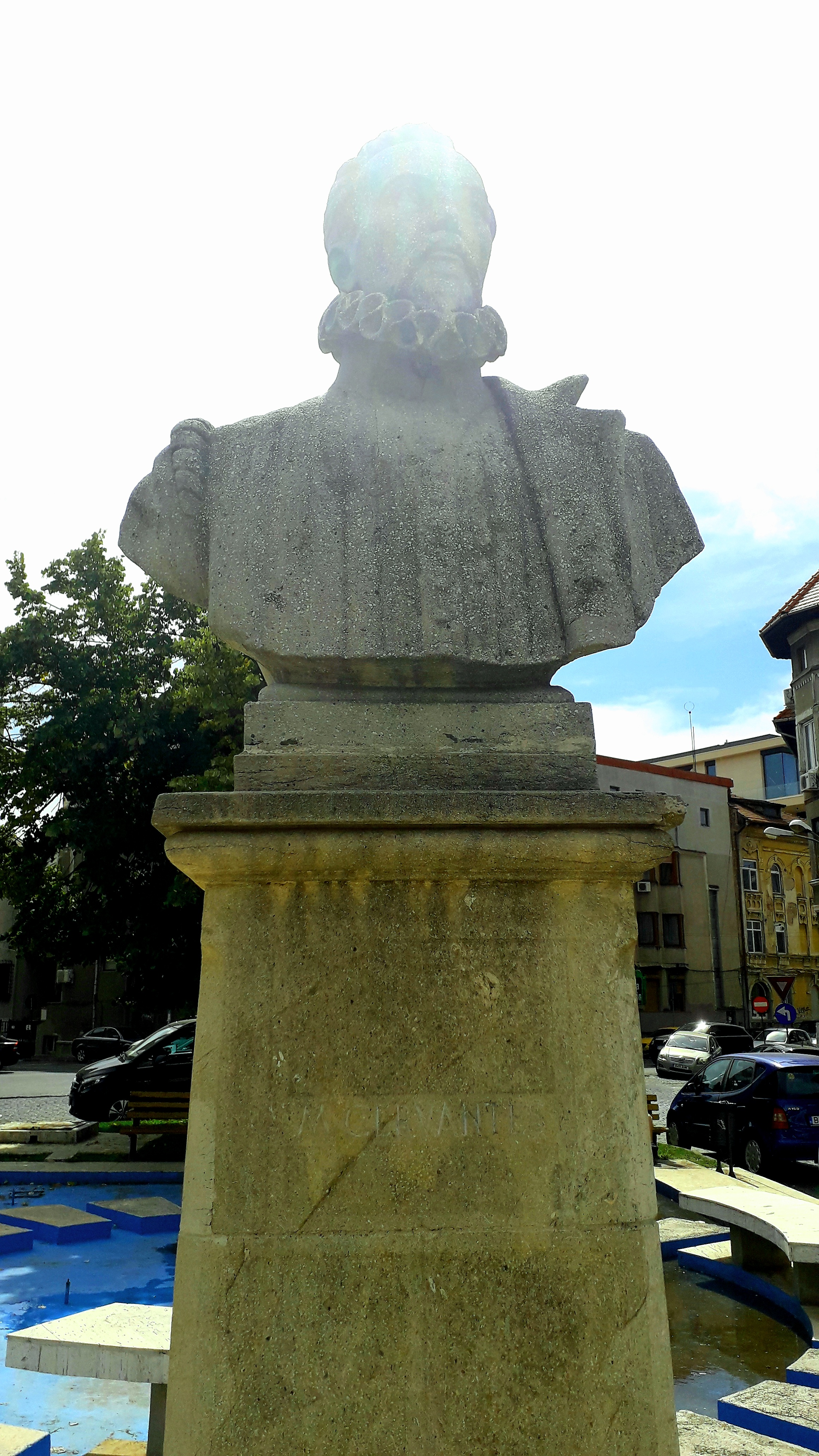
Monumento a Cervantes en Bucarest.

### Instituciones culturales
- Instituto Cervantes para la promoción y enseñanza de la lengua española.
- Universidad Europea Miguel de Cervantes en Valladolid.
- Teatro Cervantes. Hay al menos 14 en cinco países diferentes: en España (Almería; Málaga; Alcalá de Henares; Santa Eulalia, en Alicante; Béjar, en Salamanca; Jaén; Murcia; Petrel, en Alicante; Segovia; y Valladolid); en Marruecos (Tánger); en México (Teatro Cervantes (Guanajuato); en Chile (Teatro Cervantes (Putaendo); y en Argentina (Buenos Aires).
- Liceo de Cervantes; colegio privado católico masculino colombiano.
- Instituto de Bachillerato Cervantes en Madrid.
- Universidad Miguel de Cervantes en Santiago de Chile.
- Acción Cultural Miguel de Cervantes en Barcelona.
- Organismo Autónomo de Cultura Miguel de Cervantes de Villarrobledo.
- Biblioteca Virtual Miguel de Cervantes para la difusión de la cultura iberoamericana.
- Biblioteca universitaria Miguel de Cervantes de la Facultad de Ciencias Jurídicas y Sociales de la Universidad Rey Juan Carlos de Madrid.
- Cine Cervantes de Sevilla.

### Instituciones sanitarias
- Centro de salud Miguel de Cervantes en Alcalá de Henares.

### Publicaciones
- Cervantes, revista iberoamericana publicada entre 1916-1920.
- Cervantes, revista de la Cervantes Society of America, desde 1981.[72]

### Embarcaciones
- ARA Cervantes (D-1), destructor de la Armada Argentina entre 1925 y 1961.
- Crucero ligero Miguel de Cervantes perteneciente a la Marina española, operativo entre 1928 y 1964.
- Bergantín-goleta Cervantes Saavedra botado en 1934.

### Parajes
- Alameda de Cervantes en Soria.
- Avenida de Cervantes en Málaga, y en Meco.
- Barrio de Cervantes en Granada.
- Glorieta de Cervantes (Sevilla).
- Plaza Cervantes en Alcalá de Henares, Badajoz, Lérida y Santiago de Compostela.
- Piazzale Miguel Cervantes en Roma.

### Celebraciones
- Semana Cervantina es una fiesta que se celebra en varias ciudades de España en honor a Cervantes.
- Festival Cervantino, celebración anual en el estado mexicano de Guanajuato.

### Monedas
- Monedas de euro de España.

### Astronomía
- Cervantes, cráter de impacto de Mercurio.
- Cervantes, estrella anteriormente llamada Mu Arae, alrededor de la que orbitan los planetas Quijote, Dulcinea, Rocinante y Sancho.